# Argentina
Argentina (phiên âm tiếng Việt: Ác-hen-ti-na, phát âm [aɾxenˈtina] ⓘ), tên gọi chính thức là Cộng hòa Argentina (tiếng Tây Ban Nha: República de Argentina) là quốc gia lớn thứ hai ở lục địa Nam Mỹ theo diện tích, chỉ sau Brasil. Quốc gia này theo thể chế liên bang, hình thành với 23 tỉnh và một thành phố tự trị là thủ đô Buenos Aires. Argentina có diện tích lớn thứ 8 trên thế giới và lớn nhất trong số các nước nói tiếng Tây Ban Nha, tuy nhiên, nếu xét về quy mô dân số thì México, Colombia và Tây Ban Nha đông dân hơn.
Lãnh thổ Argentina trải dài từ dãy núi Andes ở phía tây cho đến biển Đại Tây Dương ở phía đông. Quốc gia này giáp với Paraguay và Bolivia về phía bắc, với Brasil, Uruguay về phía đông bắc và Chile về phía tây và nam. Argentina tuyên bố chủ quyền ở Châu Nam Cực nhưng lãnh phận này hiện nay đang là khu vực gây ra sự tranh chấp với Chile và Vương quốc Liên hiệp Anh. Về mặt pháp lý quốc tế, Hệ thống Hiệp ước châu Nam Cực ký kết năm 1961 đã vô hiệu hóa tuyên bố chủ quyền của mọi quốc gia. Argentina cũng tuyên bố chủ quyền trên quần đảo Falkland (tiếng Tây Ban Nha: Islas Malvinas), Nam Georgia và quần đảo Nam Sandwich. Những nhóm đảo này hiện do Anh quản lý theo kiểu lãnh thổ hải ngoại thuộc Anh.
Là một cường quốc khu vực và cường quốc bậc trung được công nhận, Argentina là nền kinh tế lớn thứ 3 tại khu vực Mỹ Latinh, với một xếp hạng cao về chỉ số phát triển con người. Các nhà phân tích cho rằng nước này có nền tảng vững chắc với quy mô thị trường, mức độ đầu tư trực tiếp nước ngoài và tỷ trọng khối lượng hàng hóa xuất khẩu, Argentina được Quỹ Tiền tệ Quốc tế phân loại là một nền kinh tế công nghiệp mới nổi. Argentina là thành viên của Liên Hợp Quốc, Mercosur, Liên minh các Quốc gia Nam Mỹ, OEI, Nhóm Ngân hàng Thế giới, Tổ chức thương mại thế giới, G20 và Khối Đồng minh không thuộc NATO của Hoa Kỳ.

## Tên gọi
Tên gọi Argentina được bắt nguồn từ tiếng Latinh argentum (có nghĩa là "Bạc"). Việc sử dụng lần đầu tiên từ nguyên "Argentina" có thể được tìm thấy vào năm 1602 trong bài thơ La Argentina y conquista del Río de la Plata (tiếng Việt: Argentina và cuộc chinh phục dòng sông bạc) của Martín del Barco Centenera. Mặc dù tên này đã được dùng phổ biến để gọi Lưu vực sông La Plata vào thế kỷ thứ XVIII, nhưng tên chính thức của vùng đất này vốn được gọi là Phó vương quốc Río de la Plata từ năm 1776. Những chính phủ tự trị nổi lên từ cuộc cách mạng tháng 5 năm 1810 đã thay thế từ "Phó vương" bằng "Các tỉnh thống nhất".
Một trong số những lần đầu tiên sử dụng cái tên "Argentina" một cách nổi bật là trong quốc ca đầu tiên của Argentina vào năm 1812, bản quốc ca nói đến Cuộc chiến giành độc lập của Argentina đang diễn ra khi đó. Việc sử dụng một cách chính thức tên gọi này lần đầu tiên là trong hiến pháp năm 1826, nó đã sử dụng cả hai thuật ngữ "cộng hòa Argentina" và "quốc gia Argentina". Nhưng sau đó hiến pháp bị bãi bỏ, và các lãnh thổ được gọi thay thế là "Liên minh Argentina". Tên này được sử dụng trong hiến pháp năm 1853, rồi đổi thành "Quốc gia Argentina" năm 1859, rồi thành "Cộng hòa Argentina" theo một nghị quyết năm 1860, khi nước này được tổ chức như ngày nay. Tuy vậy, những cái tên gồm "Các tỉnh thống nhất Río de la Plata", "cộng hòa Argentina" và "liên minh Argentina " vẫn được công nhận là những tên hợp pháp của đất nước.

## Lịch sử

### Tiền Colombo

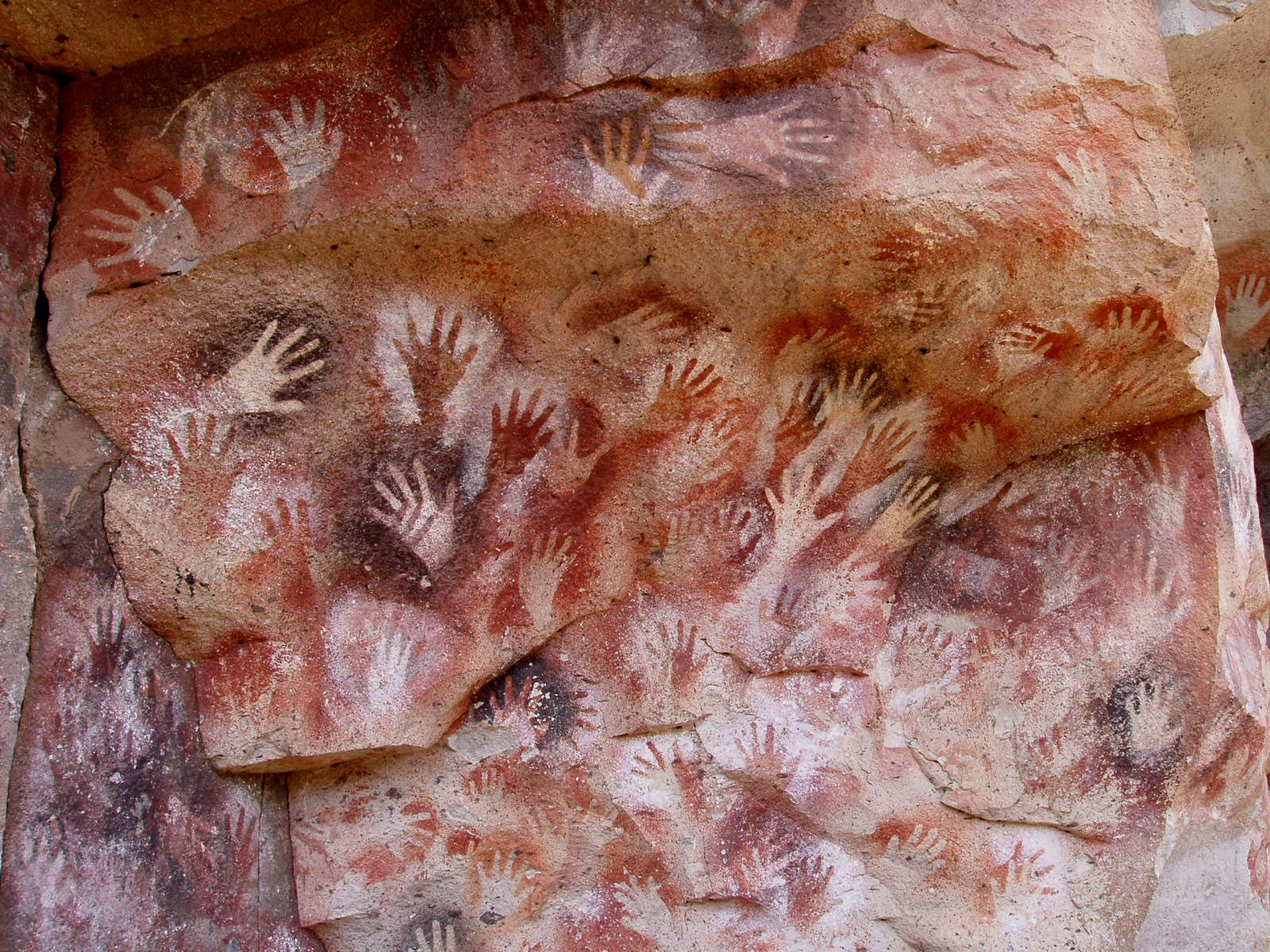
Cueva de las Manos, hơn 10.000 năm tuổi, là một trong những vết tích cổ xưa nhất của nền văn hóa bản địa ở châu Mỹ.

Vết tích cổ xưa nhất của con người tại Argentina có niên đại từ 11.000 TCN và được tìm thấy tại Patagonia (Piedra Museo, Santa Cruz). Những phát hiện này là của người Diaguita, Huarpe, và Sanavirone bản địa. Đế chế Inca, dưới thời "người Inca vĩ đại" Pachacutec, đã xâm chiếm và chinh phục vùng ngày nay là tây-bắc Argentina năm 1480, một chiến công thường được gán cho Túpac Inca Yupanqui. Các bộ lạc Omaguaca, Atacama, Huarpe và Diaguita bị đánh bại và hợp nhất vào trong vùng gọi là Collasuyu. Những bộ lạc khác, như Sanavirone, Lule-Tonocoté, và Comechingone, kháng cự lại người Inca và vẫn độc lập khỏi họ. Những người Guaraní phát triển văn hóa dựa trên việc trồng trọt Sắn, khoai lang, và chè yerba Paragoay. Những khu vực miền trung và nam (Pampas và Patagonia) bị thống trị bởi các bộ lạc trồng trọt du mục, đông dân nhất trong số đó là người Mapuche. Tại phía bắc Argentina, những cư dân bản địa Atacama cư trú ở Tastil có dân cư ước tính gồm 2.000 người, là khu vực có cư dân đông nhất trong thời kỳ tiền Colombo tại Argentina.
Những bộ lạc bản xứ tiến bộ nhất là người Charrúa và Guaraní- những người đã phát triển một số nghề canh tác nông nghiệp cơ bản và sử dụng đồ gốm. Tuy vậy, đa số sắc dân này được tìm thấy ở những vùng khác tại Nam Mỹ, và sự hiện diện của họ ở lãnh thổ Argentina ngày nay là rất ít khi so sánh với các nước khác.

### Thuộc địa

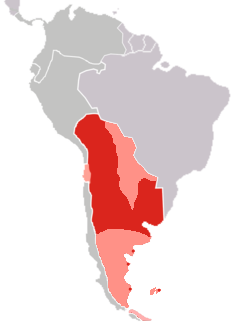
Lãnh thổ Phó vương quốc Río de la Plata. Vùng màu đỏ nhạt trên và dưới lần lượt là Gran Chaco và Patagonia vẫn nằm dưới sự kiểm soát của thổ dân.

Những nhà thám hiểm châu Âu đến năm 1516. Tây Ban Nha thành lập Phó vương Peru năm 1542, bao gồm toàn bộ thuộc địa đang nắm giữ của Tây Ban Nha ở Nam Mỹ. Nơi thực dân đầu tiên của họ tại Argentina hiện đại là Pháo đài Sancti Spiritu xây dựng năm 1527 gần Sông Paraná. Buenos Aires, một thuộc địa lâu dài, được xây dựng năm 1536 nhưng bị thổ dân phá hủy. Thành phố được xây dưng lại năm 1580 là một phần của Tỉnh thuộc Địa Río de la Plata.
Vùng đất bao trùm hầu hết lãnh thổ Argentina ngày nay phần lớn là lãnh thổ gồm di dân Tây Ban Nha và con cháu (được gọi là criollo), người lai, thổ dân, và con cháu của các nô lệ châu Phi. Trong một phần ba thời kỳ thực dân, dân di cư tập trung tại Buenos Aires và những thành phố khác, những nhóm di dân khác sống trên các thảo nguyên, ví dụ như gaucho. Người bản địa sống phần lớn ở vùng còn lại, hầu hết Patagonia và Gran Chaco vẫn nằm dưới sự kiểm soát của họ.
Buenos Aires trở thành thủ đô của Phó vương quốc Río de la Plata năm 1776, vùng được thành lập trên một số lãnh thổ cũ của Phó vương Peru. Vùng đất Phó vương quốc Río de la Plata buộc phải nhập khẩu hàng hóa bằng đường bộ qua Lima kể từ năm 1595, và sự phụ thuộc vào buôn lậu nổi lên. Tuy nhiên từ năm 1776, Buenos Aires khởi sắc như là một trung tâm thương mại. Năm 1806 và 1807 thành phố trở thành mục tiêu trong hai cuộc xâm lược thất bại của Anh. Cuộc kháng cự được chỉ huy cả hai lần bởi Sĩ quan người Pháp Santiago de Liniers, người trở thành Phó vương qua sự ủng hộ của người dân. Tin tức về việc lật đổ vua Tây Ban Nha Ferdinand VII trong Chiến tranh bán đảo với Napoleon đã tạo ra mối lo lắng lớn ở Phó vương quốc. Cách mạng tháng 5 năm 1810 bùng nổ ở Buenos Aires, loại bỏ Phó vương Cisneros khỏi chính quyền và thay thế bằng Primera Junta (hội đồng đệ nhất).

### Xây dựng nhà nước-quốc gia

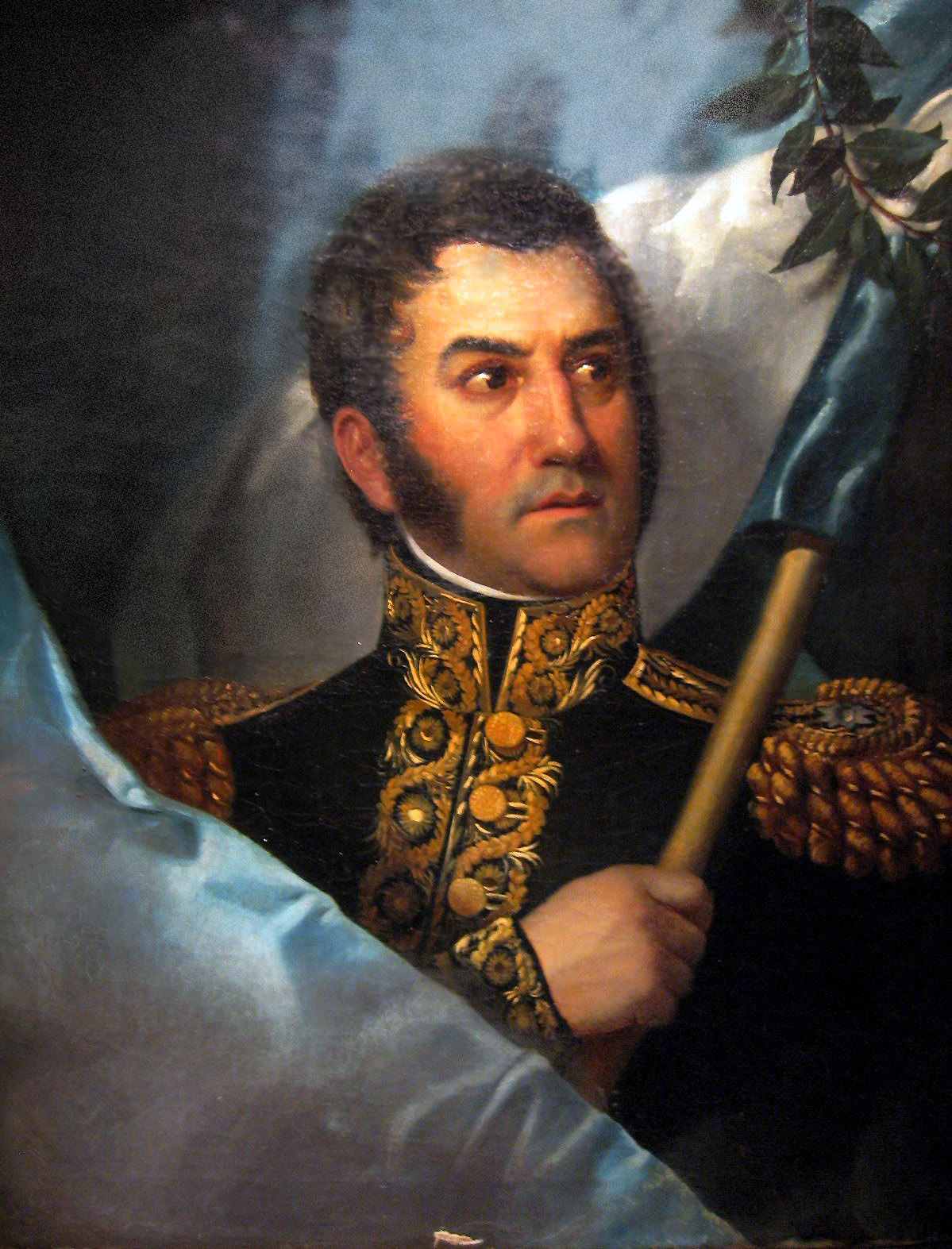
José de San Martín, người giải phóng Argentina, Chile và Peru khỏi Đế quốc Tây Ban Nha.

Trong một thập kỷ sau đó một cuộc chiến tranh độc lập đã diễn ra tại các Phó vương cũ, các lãnh thổ trong Phó vương bị chia rẽ giữa những người yêu nước và những người theo chủ nghĩa bảo hoàng (tức những người ủng hộ hoàng gia Tây Ban Nha). Trong khi những thành phố Argentina ngày nay lần lượt độc lập sau 1811, thì vào lúc đó những khu vực khác lại đi theo các con đường khác nhau: Paraguay ly khai, tuyên bố độc lập khỏi Tây Ban Nha năm 1811 và khỏi Argentina năm 1842. Còn Thượng Peru đã chiến tranh với phe bảo hoàng từ Phó vương Peru cho đến khi nó tuyên bố độc lập là Bolivia năm 1824. Vùng bờ phía đông sông Uruguay bị Đế chế Brazil-Bồ Đào Nha xâm lược năm 1817 và tuyên bố độc lập là Uruguay năm 1828 sau chiến tranh Argentina-Brazil.
Mâu thuẫn nội bộ đã dẫn đến bất ổn chính trị giữa những người theo chủ nghĩa yêu nước. Chỉ trong bốn năm Primera Junta bị thay thế bằng Junta Grande (Đại hội đồng), Chính phủ tam đầu chế thứ nhất và thứ hai, và Đốc chính tối cao thứ nhất. Năm 1813 một cuộc họp được triệu tập để tuyên bố độc lập nhưng điều đó không thể thực hiện được do các mâu thuẫn chính trị. Một cuộc nội chiến bùng nổ sau đó giữa những tỉnh gia nhập vào liên minh liên bang và Đốc chính tối cao.
Năm 1816, các tỉnh thống nhất Río de la Plata bị đặt dưới các mối đe dọa bên ngoài lẫn bên trong nghiêm trọng. Tháng 7 một quốc hội mới tuyên bố độc lập và bổ nhiệm Juan Martín de Pueyrredón làm đốc chính tối cao. Các chiến dịch quân sự được giao trách nhiệm cho José de San Martín, ông đã chỉ huy một đội quân vượt dãy Andes năm 1817 rồi đánh bại Phe bảo hoàng Chile. Với hải quân Chile dưới quyền mình, sau đó ông đã tiến hành cuộc chiến với thành trì của phe bảo hoàng ở Lima. Những chiến dịch quân sự của San Martín đã hỗ trợ các chiến dịch của Simón Bolívar chống lại phe bảo hoàng ở Đại Colombia và đem đến thắng lợi của những người ủng hộ độc lập trong Chiến tranh giành độc lập của các thuộc địa Tây Ban Nha ở châu Mỹ.
Trận Cepeda năm 1820, đánh nhau giữa những người ủng hộ chủ nghĩa tập quyền trung ương và chủ nghĩa liên bang, đưa đến sự chấm dứt kiểm soát của quyền lực trung ương tập quyền và hình thành một khoảng trống quyền lực. Trong chiến tranh với Brazil, một hiến pháp mới được ban hành năm 1826, khi Bernardino Rivadavia được bầu làm tổng thống Argentina đầu tiên. Nhưng hiến pháp này nhanh chóng bị các tỉnh loại bỏ, do xu hướng tập quyền trung ương của nó, và Rivadavia từ chức thời gian ngắn sau đó. Các tỉnh sau đó tổ chức lại thể chế thành Liên minh Argentina, một liên minh giữa các tỉnh lỏng lẻo mà không có người đứng đầu nhà nước chung. Họ muốn ủy nhiệm một số quyền hạn quan trọng cho thống đốc tỉnh Buenos Aires, như việc trả nợ hay việc quản lý các quan hệ quốc tế.

Quốc kỳ Argentina được sử dụng cho các tỉnh thuộc Hiệp ước liên bang (Pacto Federal) năm 1840.

Thống đốc Juan Manuel de Rosas điều hành từ năm 1829 đến năm 1832, rồi từ năm 1835 đến năm 1852. Trong nhiệm kỳ đầu tiên của mình ông đã triệu tập Hiệp ước liên bang (tiếng Tây Ban Nha: Pacto Federal) và đánh bại liên minh ủng hộ chủ nghĩa trung ương tập quyền. Sau 1835 ông được trao danh hiệu "Sum of public power". Ông đối mặt với tình trạng chiến tranh liên tục và sự kháng cự của những người ủng hộ chủ nghĩa trung ương, bao gồm cuộc vây hãm của Pháp từ năm 1838 đến năm 1840, chiến tranh liên minh ở phía bắc (cuộc chiến giữa Liên minh Peru-Bolivia với Argentina và Chile), cuộc vây hãm của Anh-Pháp từ 1845 đến 1850, và cuộc nổi dậy của tỉnh Corrientes. Rosas vẫn không bị đánh bại sau hàng loạt xung đột này và ngăn ngừa mất mát thêm lãnh thổ đất nước. Việc từ chối ban hành hiến pháp quốc gia của ông, chiếu theo hiệp ước liên bang mà ông đã nhóm họp, dẫn đến việc đòi lại các quyền hạn quan trọng đã ủy nhiệm cho thống đốc tỉnh Buenos Aires của thống đốc Justo José de Urquiza tỉnh Entre Ríos. Justo José de Urquiza đánh bại Rosas trong trận Caseros, buộc ông phải sống lưu vong. Hiệp định San Nicolás theo sau và năm 1853 hiến pháp Argentina được ban hành. Sau sự ly khai của tỉnh-bang Buenos Aires khỏi liên minh, và sự trở lại sau đó của nó, Bartolomé Mitre đã được bầu làm tổng thống của đất đước hợp nhất đầu tiên năm 1862. Sự thống nhất quốc gia được thúc đẩy thêm bởi cuộc Chiến tranh Tam Đồng minh, Cuộc chiến để lại hơn 300.000 người chết và tàn phá Paraguay.
Sau năm 1875 một làn sóng đầu tư nước ngoài và di dân từ Châu Âu đưa đến việc củng cố một quốc gia gắn kết, phát triển nông nghiệp hiện đại và gần như tái tạo kinh tế, xã hội Argentina. Luật pháp được củng cố, trong phạm vi rộng hơn, bộ luật thương mại 1860 và bộ luật dân sự 1869 của Dalmacio Vélez Sársfield đã đặt nền móng cho luật của Argentina. Chiến dịch quân sự của tướng Julio Argentino Roca (tổng thống Argentina từ 1898–1904) trong những năm 1870 đã xác lập sự thống trị của Argentina toàn bộ phía nam Pampas và Patagonia, chinh phục những người bản địa còn lại, và khiến 1.300 người bản địa chết. Trong hậu quả đàn áp những cuộc đột kích kiểu Malón của người Mapuche, một số nguồn hiện nay cho rằng "chinh phục hoang mạc" là một chiến dịch diệt chủng của chính phủ Argentina.

### Lịch sử cận đại

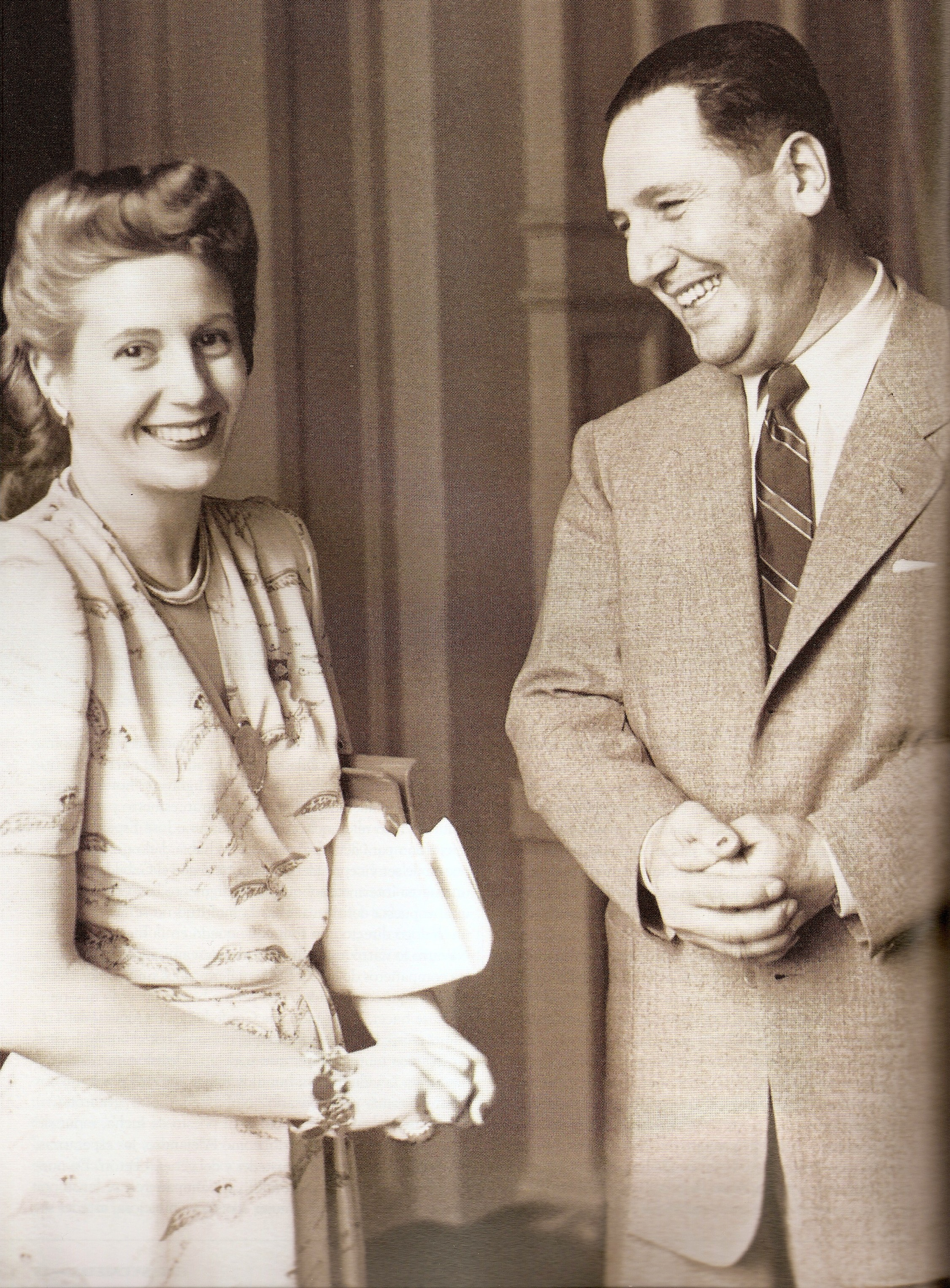
Juan Perón và người vợ có ảnh hưởng của ông, Eva.

Argentina gia tăng sự thịnh vượng và nổi bật giữa những năm 1880 và 1929, nổi lên như một trong mười nước giàu nhất trên thế giới, được lợi từ một nền kinh tế dẫn đầu về xuất khẩu nông sản cũng như sự đầu tư của Anh và Pháp. Được thúc đẩy bởi nhập cư và giảm tỷ lệ tử vong, dân số Argentina đã tăng gấp 5 lần và nền kinh tế tăng gấp 15 lần. Các tầng lớp tinh hoa chính trị bảo thủ chi phối chính trị Argentine qua những biện pháp dân chủ trên danh nghĩa cho đến năm 1912, khi tổng thống Roque Sáenz Peña ban hành đạo luật quyền bầu cử cho toàn bộ nam giới và bỏ phiếu kín. Điều này cho phép những đối thủ truyền thống của họ là đảng trung dung Liên minh công dân cấp tiến, giành chiến thắng trong cuộc bầu cử tự do lần đầu tiên của đất nước năm 1916. Tổng thống Hipólito Yrigoyen ban hành các đạo luật cải cách kinh tế và xã hội và mở rộng trợ giúp cho các gia đình nông dân và công ty nhỏ. Tuy nhiên, Yrigoyen bị lật đổ bởi cuộc đảo chính năm 1930, dẫn đến thêm một thập niên cầm quyền của đảng bảo thủ. Chế độ Concordance tăng cường quan hệ với Đế quốc Anh và chính sách bầu cử của họ là một trong những "sự lừa gạt lòng yêu nước". Argentina trung lập trong Chiến tranh thế giới thứ I và hầu hết Chiến tranh thế giới thứ II, trở thành một nơi cung cấp thực phẩm quan trọng cho các nước đồng minh.
Năm 1946 tướng Juan Perón được bầu làm tổng thống, tạo ra một phong trào dân túy được gọi là "Chủ nghĩa Peron". Eva vợ của ông trở nên nổi tiếng và đóng vai trò chính trị chính yếu cho đến cái chết của bà năm 1952, Chủ yếu nhờ Quỹ Eva Perón và Đảng phụ nữ Peron mà quyền bầu cử cho phụ nữ được chấp nhận năm 1947. Trong nhiệm kỳ của Perón tiền lương và điều kiện làm việc cải thiện đáng kể, tổ chức công đoàn được khuyến khích, các ngành công nghiệp chiến lược và dịch vụ được quốc hữu hóa, cũng như sự công nghiệp hóa thay thế nhập khẩu và mở rộng đô thị dành ưu tiên cho lĩnh vực ruộng đất.
Tuy nhiên, giá cả ổn định và sự trao đổi tỷ giá cũ bị phá vỡ: đồng peso mất gần 70% giá trị của nó từ năm 1948 đến 1950, và lạm phát với đến con số 50% vào năm 1951. Chính sách đối ngoại trở nên biệt lập hơn, căng thẳng trong quan hệ Mỹ- Argentina. Perón đã tăng cường kiểm duyệt cũng như đàn áp: 110 tờ báo bị đóng cửa, cùng nhiều nhân vật đối lập bị cầm tù và tra tấn. Thúc đẩy sự sùng bái cá nhân. Perón giải thoát bản thân khỏi nhiều vấn đề quan trọng và các cố vấn giỏi trong khi lạm dụng quyền bổ nhiệm của mình. Vụ ném bom Plaza de Mayo xảy ra và được kế tiếp vài tháng sau đó bằng một cuộc đảo chính bạo lực đã lật đổ ông năm 1955. Juan Perón sau đó bỏ trốn đi lưu vong, cuối cùng định cư ở Tây Ban Nha.

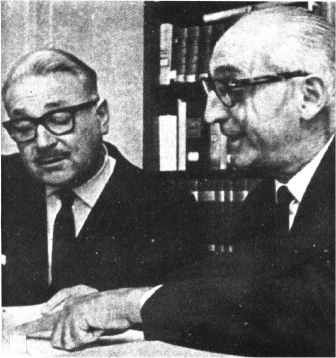
Arturo Frondizi (phải) và cố vấn kinh tế trưởng của ông, Rogelio Frigerio, các chính sách của ông đã đẩy mạnh sự tự túc năng lượng và công nghiệp cho Argentina.

Sau một nỗ lực loại trừ ảnh hưởng của Chủ nghĩa Peron và lệnh cấm những người theo chủ nghĩa Peron ra khỏi đời sống chính trị, thì cuộc bầu cử năm 1958 đưa Arturo Frondizi lên chức tổng thống. Frondizi có được một số sự ủng hộ từ những người theo Perón, và các chính sách khuyến khích đầu tư của ông giúp đất nước tự túc về năng lượng và công nghiệp, giúp đảo ngược mức thâm hụt thương mại tồi tệ cho Argentina. Tuy nhiên, quân đội thường xuyên can thiệp vì lợi ích của phe bảo thủ, các nhóm tư bản đất đai. Frondizi bị buộc phải từ chức năm 1962. Arturo Illia được bầu năm 1963 và ban hành những chính sách mở rộng kinh tế nhưng, dù thành công, những cố gắng của ông nhằm cho phép những người theo chủ nghĩa Peron tham gia vào quá trình chính trị dẫn đến phe quân đội giành lại quyền lực trong một cuộc đảo chính êm thấm năm 1966.
Dù hà khắc, chế độ mới này tiếp tục khuyến khích sự phát triển trong nước và lượng đầu tư kỷ lục vào các công trình công cộng. Kinh tế phát triển mạnh và thu nhập thấp giảm xuống còn 7% năm 1975. Tuy nhiên, một phần vì sự hà khắc của họ, bạo lực chính trị bắt đầu leo thang và Perón, vẫn còn lưu vong, khéo léo dựa vào những sự phản kháng của sinh viên và tầng lớp lao động, cuối cùng dẫn đến kêu gọi bầu cử tự do của chế độ quân sự năm 1973, và sự trở về của Perón từ Tây Ban Nha.
Đang nhậm chức năm đó thì Perón chết tháng 7 năm 1974 để lại người vợ thứ ba của ông Isabel, đang giữ chức phó tổng thống lúc đó, đã kế vị ông trở thành tổng thống. Bà Perón đã chọn một sự thỏa hiệp với các phe phái đang căm hận chủ nghĩa Peron, những người có thể đồng ý với không một ứng cử viên phó tổng thống nào khác; dù không tuyên bố, bà chịu ơn hầu hết các cố vấn phát xít của Perón. Do sự xung đột giữa những kẻ cực đoan cánh hữu và cánh tả, dẫn đến tình trạng hỗn loạn, chao đảo tài chính rồi một cuộc đảo chính tháng 3 năm 1976 đã loại bỏ bà khỏi chức tổng thống.
Chính phủ tự xưng là Tiến trình cải tổ quốc gia tăng cường mức độ chống lại các nhóm vũ trang cực tả (ủng hộ chủ nghĩa cộng sản), như quân đội cách mạng nhân dân và Montoneros những nhóm vũ trang này từ năm 1970 đã bắt cóc và giết người gần như hàng tuần. Cuộc trấn áp nhanh chóng mở rộng đến toàn bộ các đảng phái đối lập, trong "chiến tranh bẩn thỉu", hàng ngàn người chống đối đã "mất tích". Những hành động này được hỗ trợ và tiếp tay bởi CIA trong Chiến dịch kền kền với nhiều lãnh đạo quân sự đã tham gia vào các khóa đào tạo ở Viện Hợp tác An ninh Tây bán cầu tại Hoa Kỳ.
Chế độ độc tài mới này đem lại sự ổn định lúc đầu, cho xây dựng nhiều công trình công cộng quan trọng, nhưng sự hạn định giá cả và bãi bỏ quy định tài chính thường xuyên xảy ra dẫn đến nợ nước ngoài kỷ lục và sự giảm mạnh về mức sống.xu hướng giảm công nghiệp hóa, sự sụt giá của đồng Peso, và lãi suất thật hạ thấp, cũng như tham nhũng chưa từng thấy, sự khiếp sợ lan rộng đối với chiến tranh bẩn thỉu, và cuối cùng là sự bại trận năm 1982 trước Anh Quốc trong Chiến tranh Falkland, làm mất uy tín chế độ quân sự và dẫn đến bầu cử tự do năm 1983.

### Lịch sử hiện đại
Chính phủ của Raúl Alfonsín đã áp dụng các biện pháp điều tra cho những sự mất tích, thiết lập sự hạn chế dân sự đối với các lực lượng vũ trang, và củng cố thể chế dân chủ. Các thành viên của ba hội đồng quân sự bị truy tố và kết án. Tuy nhiên, nợ nước ngoài của chế độ trước đã để lại cho nền kinh tế Argentina gánh nặng bởi những điều kiện áp đặt lên nó do cả hai chủ nợ tư nhân và IMF, và ưu tiên trả lãi nợ nước ngoài trong chi tiêu các công trình công cộng và tín dụng trong nước. Sự thất bại của Alfonsín nhằm giải quyết những vấn đề kinh tế đang tồi tệ đi làm ông mất lòng tin của công chúng. sau một cuộc khủng hoảng tiền tệ năm 1989 dẫn đến một sự tăng giá đột ngột 15 lần và tai hại, ông rời bỏ chức tổng thống sớm năm tháng.
Tổng thống mới đắc cử Carlos Menem bắt đầu theo đuổi sự tư nhân hóa và, sau một đợt siêu lạm phát thứ hai năm 1990, đã tìm đến nhà kinh tế học Domingo Cavallo, người đã áp đặt một tỷ giá hối đoái cố định giữa đồng peso và đô la Mỹ năm 1991 và thông qua những chính sách kinh tế thị trường sâu rộng, tháo gỡ hàng rào bảo hộ và các quy định thương mại, trong khi thúc đẩy sự tư nhân hóa. Những cải cách này góp phần làm tăng đáng kể về đầu tư và tăng trưởng với sự ổn định giá cả hầu hết suốt thập niên 90; nhưng giá trị cố định của đồng peso chỉ có thể được duy trì bằng sự tràn ngập thị trường với đồng đô la, dẫn đến gia tăng nợ nước ngoài. Hơn nữa, vào khoảng năm 1998, một loạt các cuộc khủng hoảng tài chính quốc tế và sự đánh giá quá cao vào sự ổn định của đồng peso dẫn đến sự trượt dần vào khủng hoảng kinh tế. Chiều hướng ổn định và thịnh vượng đã thống trị trong thập niên 90 bị xói mòn nhánh chóng, vào cuối nhiệm kỳ của ông năm 1999, các vấn đề đang chồng chất và những báo cáo tham nhũng đã khiến Menem mất lòng dân chúng.

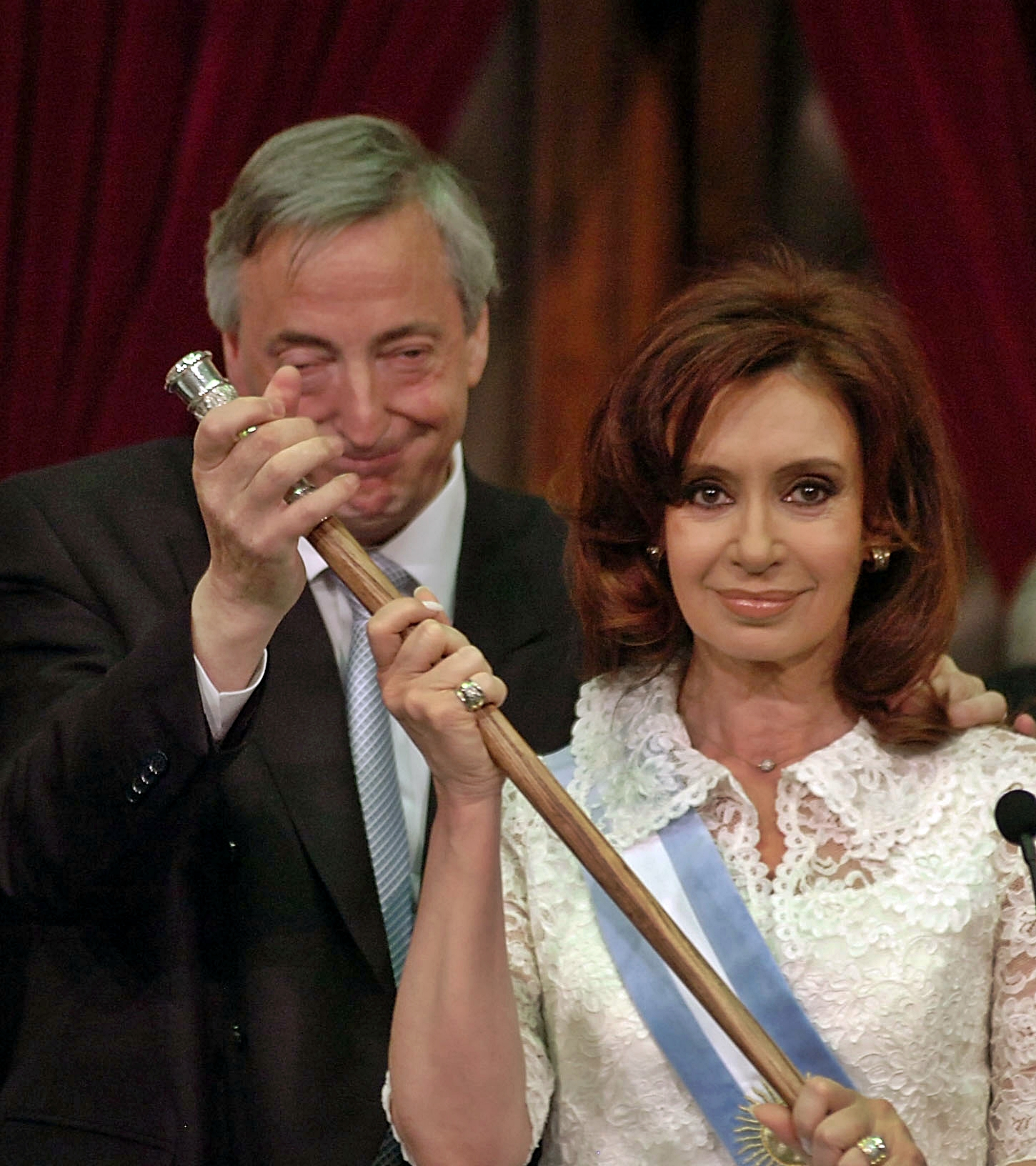
Néstor Kirchner với vợ và là người kế nhiệm, Cristina Fernández de Kirchner, trong lễ nhận chức của bà năm 2007.

Tổng thống Fernando de la Rúa thừa kế khả năng cạnh tranh giảm sút trong xuất khẩu, cũng như mức thâm hụt ngân sách tồi tệ. Liên minh cầm quyền ngày càng rạn nứt, và việc bổ nhiệm trở lại nhà kinh tế học Cavallo vào bộ kinh tế được các nhà đầu cơ hiểu như là một động thái khủng hoảng. Quyết định backfired và Cavallo cuối cùng buộc phải thực hiện biện pháp ngăn chặn một làn sóng rút vốn đầu tư và ngăn cuộc khủng hoảng nợ sắp xảy ra (đỉnh điểm là việc đóng băng các tài khoản ngân hàng). Một bầu không khí bất mãn trong dân chúng xảy ra sau đó, vào 20-12-2001, Argentina lao vào cuộc khủng hoảng kinh tế và chính trị tồi tệ nhất kể từ sự sụp đổ tài chính Barings năm 1890. Diễn ra những cuộc biểu tình đường phố bạo lực, đụng độ với cảnh sát và dẫn đến một số trường hợp tử vong. Không khí hỗn loạn tăng lên, giữa các cuộc bạo loạn kèm theo những lời kêu gọi "tất cả họ nên ra đi", cuối cùng dẫn đến sự từ chức của tổng thống de la Rúa.
Tổng thống tiếp theo Adolfo Rodríguez Saá được bầu ra bởi Hội đồng lập pháp đã tại chức trong nhiệm kỳ chóng vánh 7 ngày trước khi từ chức. hai ngày sau, 2-1-2002 Hội đồng lập pháp bổ nhiệm tổng thống tạm thời Eduardo Duhalde kế nhiệm. Argentina vỡ nợ với khoản nợ quốc tế của mình, và sự cố định giá đồng peso với đô la mỹ trong 11 năm bị bãi bỏ, gây ra sự sụt giá nghiêm trọng của đồng peso và mức lạm phát tăng đột biến. Duhalde, một Peronist với quan điểm kinh tế khuynh tả, phải đương đầu với một cuộc khủng hoảng kinh tế-xã hội và tài chính với tình trạng thất nghiệp cao tới 25% giữa năm 2002, và mức lương thực tế thấp nhất trong 60 năm. Cuộc khủng hoảng làm lộ ra sự ngờ vực của người dân với giới chính trị gia và thể chế. Sau một năm rung chuyển bởi biểu tình, kinh tế bắt đầu ổn định cuối năm 2002, và lệnh hạn chế rút tiền khỏi ngân hàng được dỡ bỏ tháng mười hai.
Được lợi từ một tỷ giá hối đoái giảm giá trị chính phủ Argentina đã thực thi những chính sách mới dựa trên tái công nghiệp hóa, thay thế nhập khẩu và tăng khối lượng hàng xuất khẩu, bắt đầu có dấu hiệu thặng dư thương mại và tài chính vẵng chắc. Thống đốc Néstor Kirchner, một Peronist cánh tả, được bầu làm tổng thống tháng 5-2003. Trong nhiệm kỳ của ông, Argentina cơ cấu lại nợ chưa trả với chiết khấu giảm (khoảng 66%) trên hầu hết các trái phiếu, trả hết nợ cho Quỹ tiền tệ quốc tế, thương lượng lại các hợp đồng Công trình hạ tầng kỹ thuật và quốc hữu hóa một số công ty tư nhân trước đây. Kirchner và các nhà kinh tế học của mình, đặc biệt là Roberto Lavagna, cũng theo đuổi một chính sách thu nhập và đầu tư các dự án công cộng mạnh mẽ.
Argentina từ lúc đó có được sự tăng trưởng kinh tế, dù với lạm phát cao. Néstor Kirchner hủy bỏ chiến dịch tranh cử năm 2007, để giúp vợ ông thượng nghị sĩ Cristina Fernández de Kirchner, người trở thành phụ nữ đầu tiên được bầu làm Tổng thống Argentina. Bà đã chứng kiến kế hoạch gây tranh cãi về việc tăng thuế xuất khẩu nông sản bị thất bại do lá phiếu tie-breaking bất ngờ của phó tổng thống Julio Cobos tháng 7-2008, sau các đợt biểu tình ruộng đất và đóng cửa nhà máy của giới chủ quy mô lớn từ tháng 3 đến tháng 7. Các cuộc khủng hoảng tài chính toàn cầu đã nhắc nhở bà Kirchner đẩy mạnh chính sách can thiệp của nhà nước vào những khu vực gặp khó khăn trong nền kinh tế của chồng bà. Vào ngày 15-7-2010, Argentina trở thành quốc gia đầu tiên ở Mỹ Latin và quốc gia thứ hai tại nam bán cầu hợp pháp hóa Hôn nhân đồng giới.

Ngày 22 tháng 11 năm 2015, sau vòng đầu tiên không giành đủ số phiếu của cuộc bầu cử Tổng thống ngày 25 tháng 10, Mauricio Macri trở thành Tổng thống Argentina, đánh bại ứng cử viên Mặt trận vì thắng lợi Daniel Scioli của chính phủ cầm quyền trong vòng nhì. Ông nhậm chức vào ngày 10 tháng 12 năm 2015.

## Địa lý

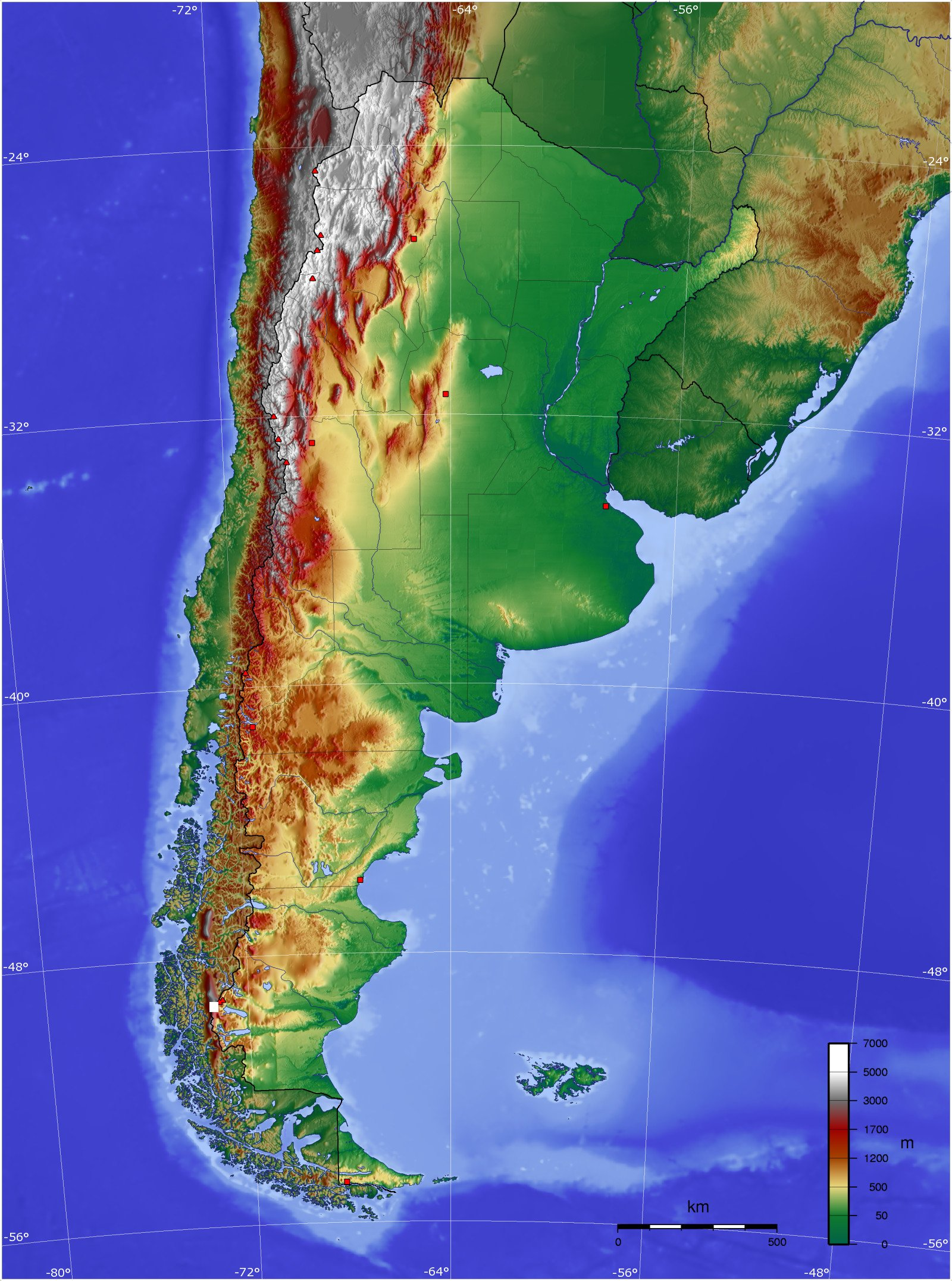
Bản đồ địa hình Argentina (bao gồm những vùng đất đang tranh chấp).

### Các đặc điểm chính
Argentina có tổng diện tích 2.766.891 km² (bao gồm cả các vùng đất tranh chấp), với 2.736.691 km² đất và 30.200 km² (1,1%) mặt nước.
Argentina trải dài 3.900 km từ Bắc xuống Nam, và 1.400 km từ Đông sang Tây (chỗ rộng nhất). Bề mặt địa hình có thể được chia thành 4 phần: đồng bằng màu mỡ Pampa ở trung tâm đất nước, là vùng nông nghiệp chính yếu của Argentina; vùng cao nguyên từ bằng phẳng tới đồi bát úp giàu tài nguyên Patagonia trải dài từ nửa phía nam của đất nước tới Tierra del Fuego; các đồng bằng cận nhiệt Grand Chaco ở phía bắc và vùng núi cao Andes chạy dọc theo biên giới phía tây với Chile.
Điểm cao nhất nằm ở Mendoza. Cerro Aconcagua, với độ cao 6.962 m là đỉnh núi cao nhất ở châu Mỹ đồng thời là đỉnh cao nhất Nam Bán Cầu. Điểm có độ cao thấp nhất cả nước là Laguna del Carbón tại tỉnh Santa Cruz, với độ cao −105 m (−344 ft) dưới mực nước biển. Đây cũng là điểm thấp nhất ở lục địa Nam Mỹ. Tâm điểm địa lý của đất nước nằm ở vùng trung nam đất nước, tỉnh La Pampa.
Điểm cực đông nằm tại thành phố Bernardo de Irigoyen, Misiones (26°15′N 53°38′T / 26,25°N 53,633°T), điểm cực Tây nằm trên rặng Mariano Moreno của tỉnh Santa Cruz (49°33′N 73°35′T / 49,55°N 73,583°T). Điểm cực Bắc là nơi giao thủy của sông Grande de San Juan và sông Mojinete, Jujuy (21°46′N 66°13′T / 21,767°N 66,217°T), và điểm cực Nam nằm tại mũi San Pío tại tỉnh Tierra del Fuego (55°03′N 66°31′T / 55,05°N 66,517°T).
Argentina còn tranh cãi về chủ quyền trên Châu Nam Cực mặc dù không được các quốc gia khác công nhận.

### Sông hồ

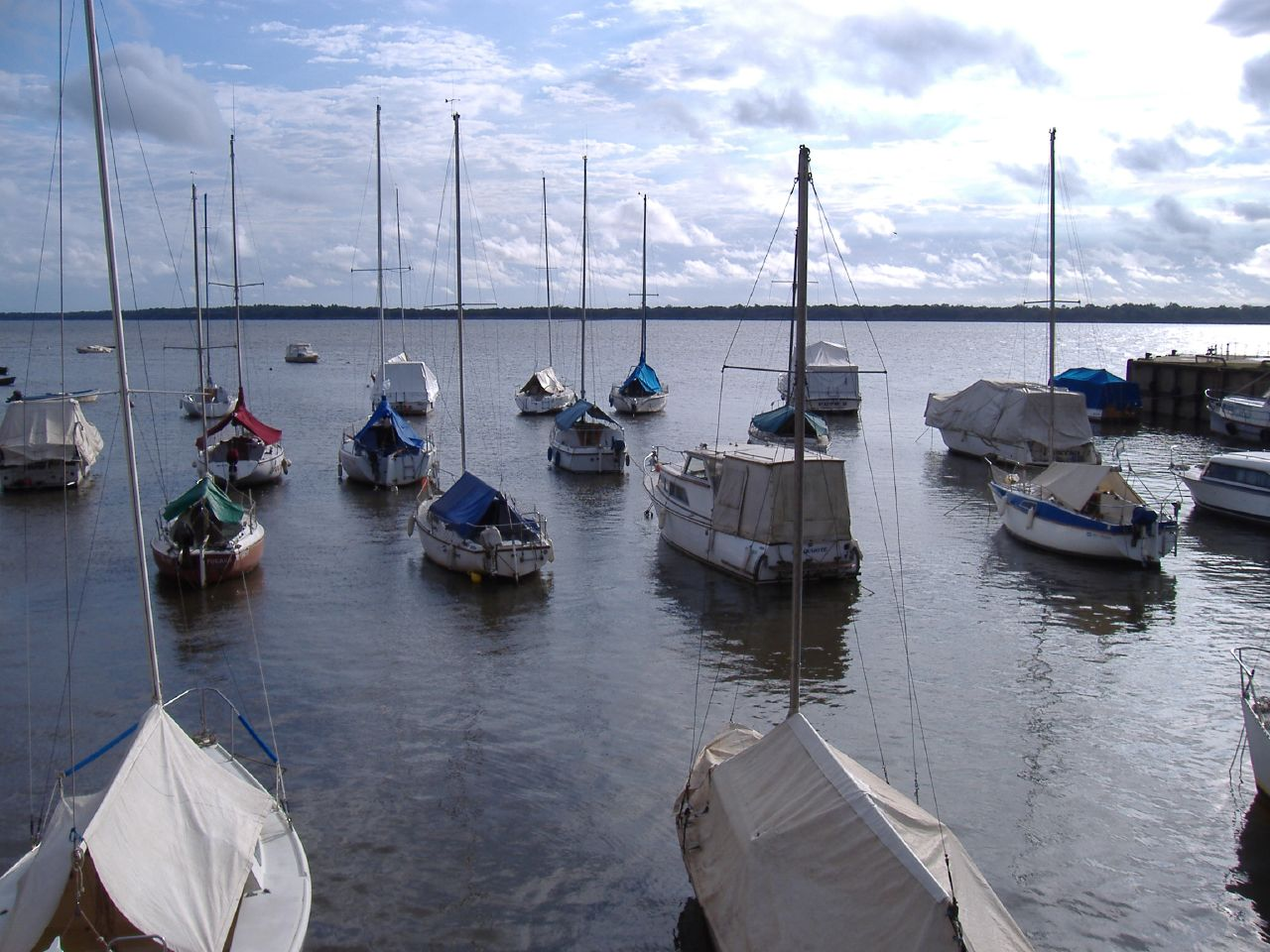
Thuyền buồm trên Uruguay River

Các sông lớn ở Argentina bao gồm Pilcomayo, Paraguay, Bermejo, Colorado, Río Negro, Salado, Uruguay và sông lớn nhất Paraná. Sông Paraná và sông Uruguay hợp nhau lại trước khi đổ ra Đại Tây Dương ở cửa Río de la Plata. Các sông quan trọng khác gồm Atuel và Mendoza nằm trong tỉnh cùng tên, sông Chubut ở Patagonia, sông Río Grande ở Jujuy và sông San Francisco River ở Salta.
Argetina có rất nhiều hồ lớn, tập trung chủ yếu ở vùng Pantagonia. Đáng kể nhất gồm có Argentino và Viedma ở Santa Cruz, Nahuel Huapi ở Río Negro và Fagnano ở Tierra del Fuego và Colhué Huapi và Musters ở Chubut. Hồ Buenos Aires và O'Higgins/San Martín Lake nằm giữa Argentina và Chile. Mar Chiquita, Córdoba là hồ mặn lớn nhất nước. Có rất nhiều hồ nhân tạo được tạo thành từ các đập ngăn nước. Argentina còn có rất nhiều điểm phun nước nóng như Termas de Río Hondo có nhiệt độ nước khi phu lên đạt 65 °C và 89 °C.

### Vùng biển và đới ven bờ
Argentina có 4.465 km đường bờ biển. Thềm lục địa nhìn chung rộng; vùng nước nông Đại Tây Dương được gọi là Mar Argentino. Bờ Đại Tây Dương là điểm dừng chân ưa thích hàng trăm năm nay của du khách. Vùng biển của Argentina giàu tài nguyên thủy sản và dầu khí. Địa hình đới bờ chủ yếu là các đụn cát và khe đá. Hải lưu chính tác động đến khí hậu Argentina là dòng Hải lưu nóng Brazil và dòng Hải lưu lạnh Falkland.

### Khí hậu

Phân loại khí hậu Köppen của Argentina

Vì trải dài trên nhiều vĩ độ và chênh lệch độ cao lớn, Argentina có nhiều kiểu khí hậu khác nhau. Ôn đới là kiểu khí hậu chi phối, kiểu khí hậu cận nhiệt hiện diện ở miền Bắc và kiểu khí hậu cận cực hiện diện ở miền Nam đất nước. Khí hậu miền Bắc có đặc điểm mùa hè nóng, ẩm ướt và mùa đông khô vừa, thỉnh thoảng gây hạn hán trong một thời gian. Miền Trung có mùa hè nóng với sấm chớp (miền Tây Argentina là nơi có mưa đá nhiều nhất thế giới) và mùa đông lạnh. Các vùng phía nam có mùa hè ấm áp, mùa đông lạnh với những trận mưa tuyết lớn, đặc biệt trong vùng núi. Càng lên cao, khí hậu càng lạnh giá.

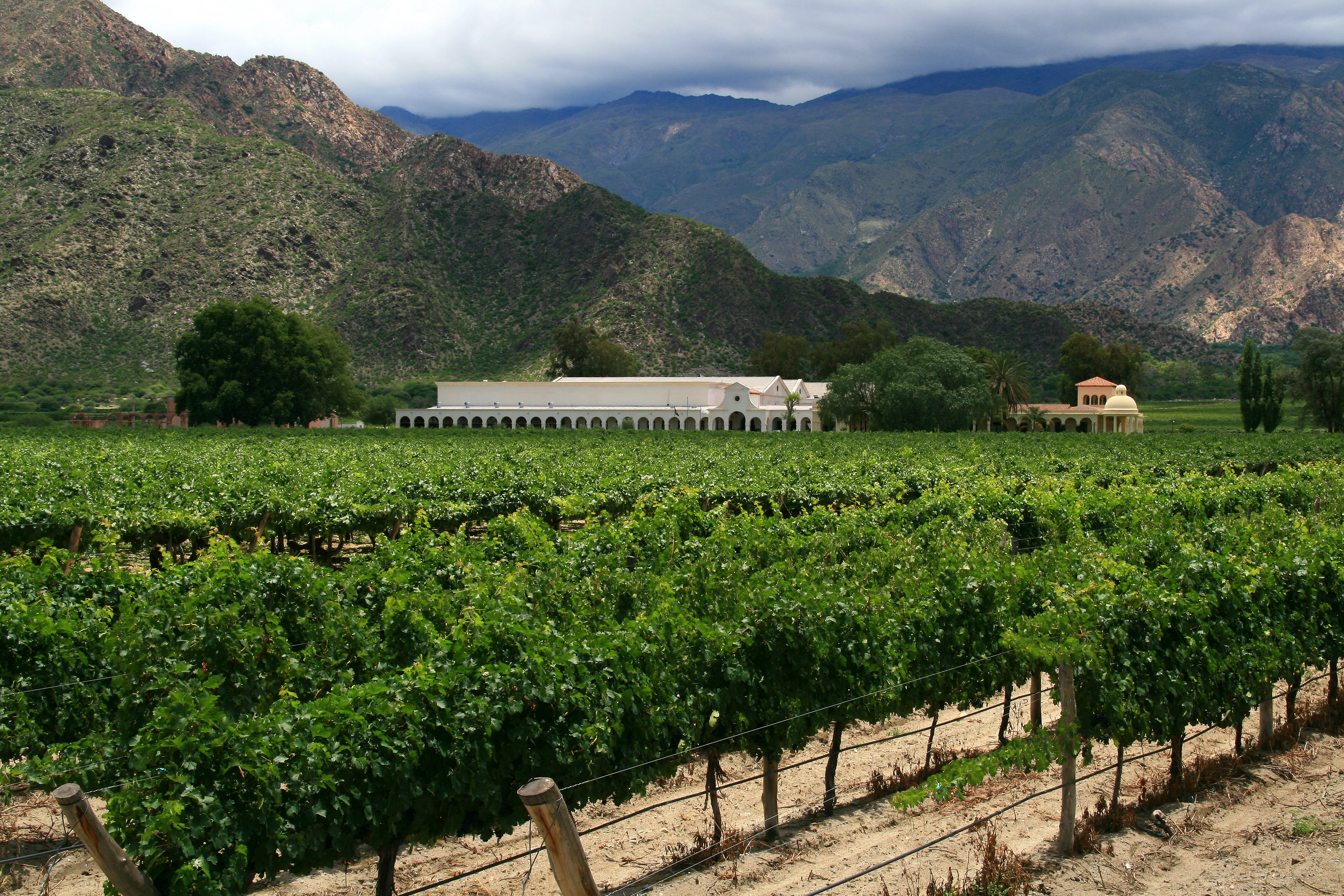
Salta

Nhiệt độ tối cao và tối thấp được ghi nhật ở Mỹ Latin xảy ra tại Argentina. Nhiệt độ tối cao được ghi nhận là 49.1oC tại Villa de María, Córdoba, ngày 2 tháng 1 năm 1920. Nhiệt độ tối thấp là -39.0oC tại Valle de los Patos Superior, San Juan, ngày 17 tháng 1 năm 1972.

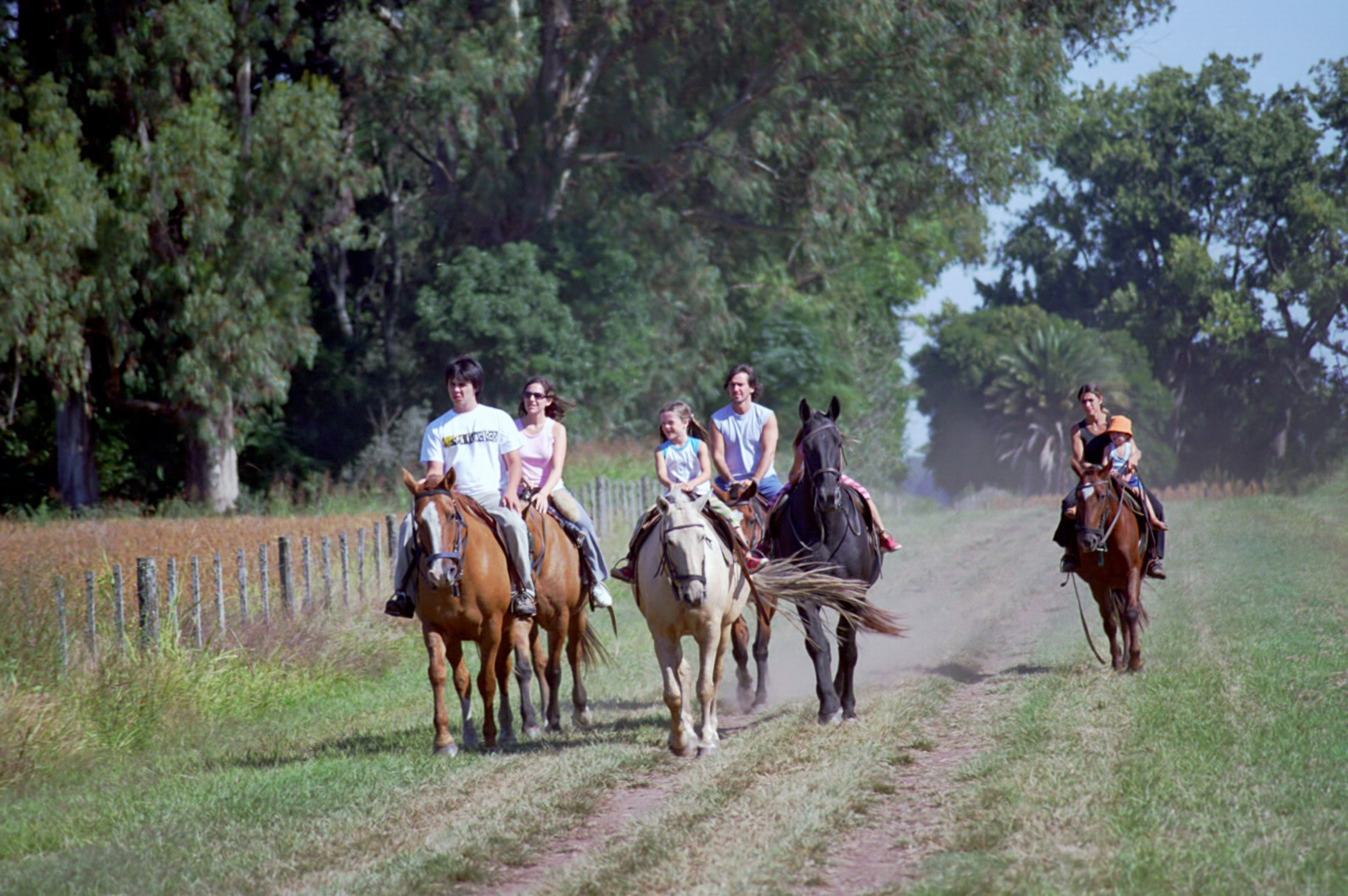
Kiểu khí hậu ôn hòa đặc trưng của vùng Pampas

Các khối không khí chủ yếu hoạt động ở Argentina gồm khối không khí lạnh Pampero Winds hoạt động trên vùng Patagonia và Pampas. Khối không khí nóng thổi từ phía bắc lên mang lại kiểu thời tiết ấm áp hơn cho mùa đông. Hiệu ứng Foeln và Zonda tác động lên khí hậu vùng Trung Tây đất nước. Zonda là kiểu gió thổi từ vùng núi cao Andes xuống, do mất ẩm trong quá trình di chuyển cộng với tốc độ rất lớn (có khi lên đến 120 km/h) trong nhiều giờ liền, gió có thể gây cháy trên diện rộng.

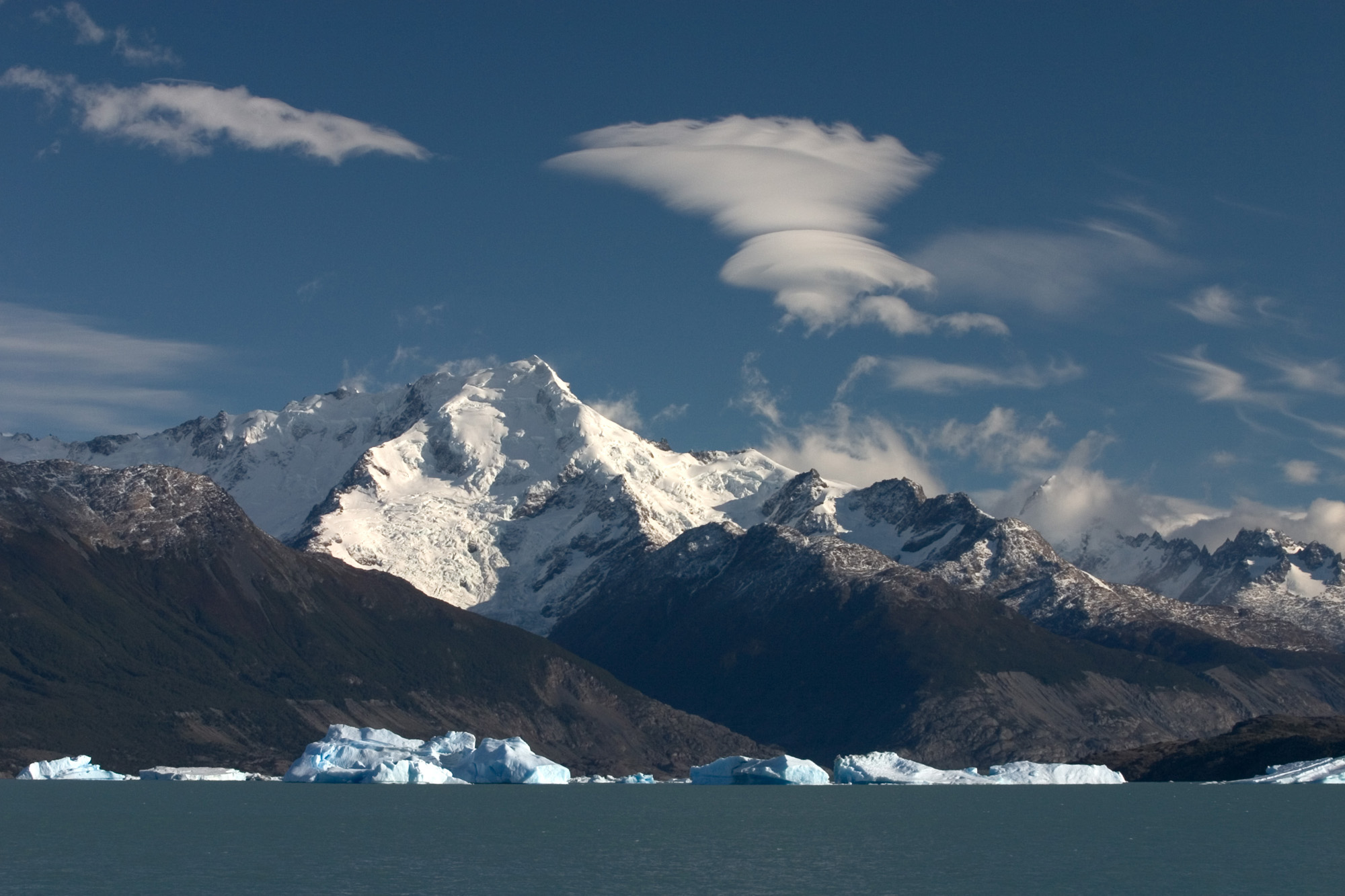
Dãy Andes ở phần phía nam tỉnh Santa Cruz.

Do nằm trong đới cận cực, vùng phía nam đất nước trải qua ngày rất dài vào mùa hè(19h từ tháng 11 đến tháng 2 năm sau) và ngày rất ngắn vào mùa đông (từ tháng 5 đến tháng 8).

## Chính trị
Argentina theo chế độ Cộng hoà Liên bang, chế độ lưỡng viện. Tổng thống được bầu qua tuyển cử, là Nguyên thủ quốc gia và đứng đầu Chính phủ, nhiệm kỳ 4 năm và có thể tái cử một nhiệm kỳ tiếp theo. Tổng thống bổ nhiệm một Chánh văn phòng nội các có chức năng tương đương chức vụ Thủ tướng. 
Quốc hội bao gồm Thượng nghị viện có 72 Thượng nghị sĩ, do bầu cử trực tiếp, nhiệm kỳ 6 năm, mỗi tỉnh và thành phố Buenos Aires được bầu 3, cứ 2 năm bầu lại 1/3 và Hạ nghị viện có 257 Hạ nghị sĩ, do bầu cử trực tiếp, nhiệm kỳ 4 năm, cứ 2 năm bầu lại 1/2. 
Hiện nay có 25 đảng chính trị hợp pháp, trong đó các đảng lớn là: Đảng Công lý (PJ - cầm quyền), Liên minh Nhân dân Cấp tiến (UCR), Mặt trận Đất nước Đoàn kết (FREPASO). 
Toà án Tối cao là cơ quan cao nhất ngành Tư pháp. Tổng thống bổ nhiệm các thẩm phán, Thượng viện phê chuẩn.

### Chính sách ngoại giao
Chính phủ Argentina dưới thời của Tổng thống Cristina Fernández de Kirchner tiếp tục thực hiện chính sách đối ngoại cân bằng tại khu vực, đề cao liên kết và hợp tác khu vực, trong đó coi trọng và thúc đẩy quan hệ với Venezuela, củng cố quan hệ với Chile, Brasil và khối Mercosur. Với Mỹ, tuy có va chạm vào đầu nhiệm kỳ nhưng Chính phủ tiếp tục coi trọng phát triển quan hệ đồng minh với Mỹ trong khi vẫn duy trì quan hệ tốt với Cuba. Với Tây Âu, tiếp tục nỗ lực khôi phục niềm tin để tranh thủ vốn, mở rộng thị trường và giải quyết khoản nợ 6,3 tỉ USD với Câu lạc bộ Paris. Argentina có vấn đề tranh chấp chủ quyền đối với quần đảo Malvinas với Anh và vùng đất đóng băng với Chile, tuy nhiên, Chính phủ của Tổng thống Cristina Fernandez de Kirchner chủ trương giải quyết các vấn đề này bằng giải pháp hóa bình.
Là nước lớn trong khu vực Mỹ Latinh, Argentina có vai trò quan trọng ở khu vực và quốc tế, có quan hệ ngoại giao với hơn 142 nước, là thành viên của Liên Hợp Quốc, WTO, Hiệp hội Liên kết Mỹ Latinh (ALADI), Tổ chức các nước châu Mỹ (OEA), Hệ thống Kinh tế Mỹ Latinh (SELA), Nghị viện Mỹ Latinh (PARLATINO), Nhóm 77, Thị trường chung Nam Mỹ (MERCOSUR), Hội đồng Hợp tác Kinh tế Thái Bình Dương (PECC), Hội đồng Kinh tế Lòng chảo Thái Bình Dương (PBEC), Liên minh các Quốc gia Nam Mỹ (UNASUR, gia nhập tháng 5 năm 2008) và Cộng đồng các Nhà nước Mỹ Latinh và Caribe (tháng 2 năm 2010).

### Phân cấp hành chính
Argentina là một liên bang gồm 23 tỉnh và một thành phố tự trị, Buenos Aires. Mỗi tỉnh được chia thành, mỗi khu được chia thành các quận và huyện, ngoại trừ tỉnh Buenos Aires được chia thành các partidos. Buenos Aires được chia thành các xã.
Mặc dù được chọn làm thủ đô vào năm 1853 nhưng chỉ đến năm 1880, Buenos Aires mới thực sự trở thành thủ đô của Argentina. Chính phủ Argentina cũng đã dự định chuyển thủ đô hành chính tới một vị trí khác. Dưới thời tổng thống Raúl Alfonsín, một Luật về chuyển thủ đô từ Buenos Aires đến Viedma, một thành phố của tỉnh Patagonia được thông qua nhưng do những khó khăn về kinh tế, dự án này đã không được thực hiện.
Tỉnh được chia thành các đơn vị hành chính nhỏ hơn gọi là departamento. Cả nước có 376 departmento. Cấp dưới nữa là quận và huyện.
Phân cấp theo dân số, các thành phố lớn của Argentina gồm Buenos Aires, Córdoba, Rosario, Mendoza, Tucumán, La Plata, Mar del Plata, Salta, Santa Fe, San Juan, Resistencia và Neuquén.

## Kinh tế
Argentina hiện tại là nền kinh tế lớn thứ 3 ở Mỹ Latinh (sau Brasil và México), có truyền thống sản xuất nông nghiệp và chăn nuôi đại gia súc; công nghiệp tương đối phát triển, với các ngành mũi nhọn như chế biến thực phẩm, dầu khí, luyện kim, chế tạo ô tô, năng lượng nguyên tử, sinh học... Tính đến năm 2016, GDP của Argentina đạt 541.748 tỷ USD, đứng thứ 21 thế giới. GDP theo sức mua tương đương là 20,972 tỷ USD, đứng thứ 66 thế giới và đứng thứ 5 khu vực Mỹ Latin.
Được hưởng lợi từ nguồn tài nguyên thiên nhiên phong phú, dân số đông, nền công nghiệp đa dạng và một nền nông nghiệp định hướng xuất khẩu, nền kinh tế của Argentina đang là nền kinh tế lớn thứ hai ở Nam Mỹ sau Brazil. Quốc gia này xếp thứ hạng rất cao trên thế giới về chỉ số phát triển con người, cũng như là nước có thu nhập bình quân đầu người ở mức khá cao so với các nước khác trong khu vực. Argentina có một quy mô thị trường trong nước khá lớn và các ngành công nghệ cao ngày càng chiếm tỉ trọng lớn trong nền kinh tế 
Là một nền kinh tế mới nổi và là một trong những quốc gia đang phát triển hàng đầu thế giới, Argentina nằm trong số các thành viên của G-20. Tuy nhiên, về mặt lịch sử, sự phát triển kinh tế của nước này rất không đồng đều, với sự tăng trưởng kinh tế cao xen kẽ với những cuộc suy thoái nghiêm trọng.
Trong thập niên 1980, kinh tế Argentina bị khủng hoảng như nhiều nước Mỹ Latinh khác, từ đầu thập niên 1990 dần được phục hồi, từ 1996 - 2001 quay lại chu kỳ suy thoái và 2002 rơi vào khủng hoảng trầm trọng (tăng trưởng GDP -10,9%, lạm phát 41%), đồng nội tệ bị phá giá, nợ nước ngoài lên đến mức kỷ lục (134 tỷ USD). Đến năm 2003 bắt đầu quá trình hồi phục mới, giai đoạn 2003-2008 kinh tế phát triển mạnh đạt mức tăng trưởng GDP bình quân 8,2%/năm. Năm 2009, do ảnh hưởng cuộc khủng hoảng kinh tế-tài chính toàn cầu, kinh tế suy giảm mạnh, tăng trưởng GDP chỉ đạt 0,9% (tương đương 301 tỷ USD). Từ năm 2010, kinh tế được phục hồi và tăng trưởng trở lại tuy còn chưa ổn định, GDP 6 tháng đầu năm đạt 9,4%, dự kiến cả năm đạt trên 7%, trao đổi thương mại 8 tháng đầu đầu năm đạt gần 80 tỷ USD (so với gần 100 tỷ) của năm 2009), dự trữ ngoại tệ đạt mức kỷ lục 51 tỷ USD (năm 2009 là 45 tỷ), tỷ lệ thất nghiệp giảm từ mức 8,4% (2009) xuống còn 7,9%, lạm phát ở mức 11,2%. 
Hàng xuất khẩu chủ yếu là ngũ cốc, thịt bò, da bò, dầu thực vật, hàng công nghiệp. Hàng nhập khẩu chủ yếu là máy móc, phương tiện vận tải, hoá chất. Các thị trường xuất nhập khẩu chính: NAFTA (Mỹ, Canada, México), Trung Quốc, EU, Mercosur.

### Giao thông
Argentina có hệ thống đường sắt lớn nhất ở châu Mỹ Latinh, với 36.966 km (22.970 dặm) đường ray đi vào hoạt động trong năm 2008 . Hệ thống này liên kết tất cả 23 tỉnh với thành phố thủ đô Buenos Aires cũng như kết nối với tất cả các nước láng giềng.. Hệ thống này đã bị xuống cấp đáng kể kể từ những năm 1940: đến năm 1991 lượng vận chuyển hàng hóa của nó ít hơn 1.400 lần so với năm 1973. Tuy nhiên, trong những năm gần đây hệ thống đường sắt đã nhận được sự đầu tư lớn hơn từ nhà nước . Vào tháng 4 năm 2015, đa số Thượng viện Argentina đã thông qua luật tái quốc hữu hóa đường sắt của đất nước, một động thái đã nhận được sự ủng hộ từ tất cả các đảng chính trị lớn .
Đến năm 2004 Buenos Aires, tất cả các thủ phủ của tỉnh trừ Ushuaia, và tất cả các thị trấn cỡ trung bình đều được nối với nhau bằng 69.412 km (43.131 dặm) đường trải nhựa, trong tổng số chiều dài mạng lưới đường bộ là 231.374 km (143.769 dặm) . Hầu hết các thành phố quan trọng đều được liên kết với một số tuyến đường cao tốc mà ngày càng tăng về số lượng, bao gồm Buenos Aires – La Plata, Rosario – Córdoba, Córdoba-Villa Carlos Paz, Villa Mercedes-Mendoza, Quốc lộ 14 General José Gervasio Artigas và Tỉnh lộ Juan Manuel Fangio 2. Tuy nhiên, cơ sở hạ tầng đường bộ vẫn còn nhiều bất cập, chưa thể đáp ứng nhu cầu đi lại và vận chuyển ngày càng tăng mạnh do sự suy giảm của hệ thống vận tải đường sắt .
Trong năm 2013 Argentina sở hữu 161 sân bay có đường băng trải nhựa trong tổng số hơn một nghìn sân bay trên toàn quốc . Sân bay quốc tế Ezeiza, cách trung tâm thành phố Buenos Aires khoảng 35 km (22 dặm), là sân bay lớn nhất trong cả nước, tiếp theo là Sân bay Cataratas del Iguazú ở Misiones, và Sân bay El Plumerillo ở Mendoza. Sân bay Aeroparque, tại thành phố Buenos Aires, là sân bay nội địa quan trọng nhất.

### Du lịch
Argentina đón nhận 5,57 triệu du khách trong năm 2013, là điểm đến hàng đầu ở Nam Mỹ, và thứ hai ở châu Mỹ Latinh sau Mexico . Doanh thu từ khách du lịch quốc tế đạt 4,41 tỷ USD trong năm 2013, giảm từ 4,89 tỷ USD năm 2012. Thủ đô của nước này, Buenos Aires, là thành phố được thăm nhiều nhất ở Nam Mỹ . Có 30 công viên quốc gia ở Argentina, bao gồm nhiều di sản thế giới.

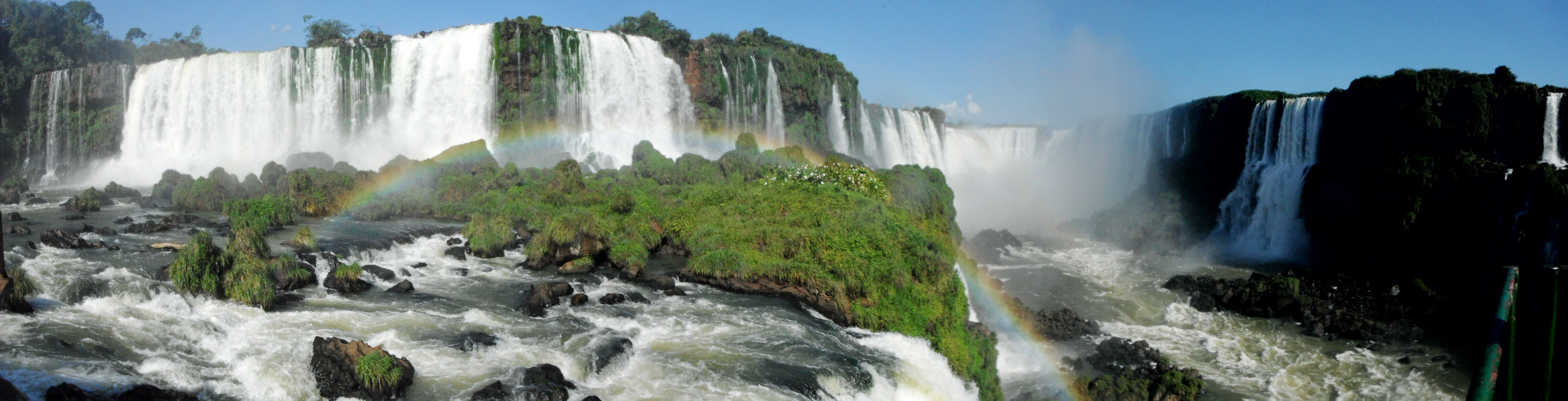
Thác Iguazu, thuộc tỉnh Misiones, là một trong Bảy Kì quan Thiên nhiên Mới của Thế giới

### Khoa học và kỹ thuật
Người Argentina có ba giải Nobel về Khoa học. Bernardo Houssay, người Mỹ Latinh đầu tiên nhận giải Nobel Khoa học, đã khám phá ra vai trò của các hormon tuyến yên trong việc điều hòa glucose ở động vật. César Milstein nhận được giải Nobel do những nghiên cứu sâu rộng về kháng thể. Luis Leloir đã khám phá ra cách các sinh vật tích trữ năng lượng chuyển hóa glucose thành glycogen và các hợp chất cơ bản trong quá trình chuyển hóa carbohydrate. Nghiên cứu của các nhà khoa học Argentina đã mở ra những bước tiến lớn trong việc điều trị bệnh tim và một số dạng ung thư. Domingo Liotta đã thiết kế và phát triển trái tim nhân tạo đầu tiên được cấy ghép thành công vào một người vào năm 1969. René Favaloro đã phát triển các kỹ thuật và thực hiện ca phẫu thuật bắc cầu mạch vành đầu tiên trên thế giới.
Chương trình hạt nhân của Argentina đã rất thành công. Năm 1957 Argentina là quốc gia đầu tiên ở châu Mỹ Latinh thiết kế và xây dựng được một lò phản ứng nghiên cứu với công nghệ cây nhà lá vườn, RA-1 Enrico Fermi. Thành tựu này đạt được là nhờ vào sự phát triển tự lực của công nghệ hạt nhân trong nước, thay vì chỉ đơn giản là mua chúng ở nước ngoài, được thực hiện bởi Ủy ban Năng lượng nguyên tử Quốc gia (CNEA). Các cơ sở hạt nhân với công nghệ của Argentina đã được xây dựng ở Peru, Algérie, Úc và Ai Cập. Năm 1983, Argentina đã tuyên bố họ có khả năng sản xuất uranium cấp vũ khí, một bước tiến quan trọng cần thiết để chế tạo vũ khí hạt nhân; tuy nhiên, kể từ đó, Argentina đã cam kết chỉ sử dụng năng lượng hạt nhân cho mục đích hòa bình.
Nghiên cứu về vũ trụ cũng ngày càng phát triển ở Argentina. Argentina đã tự mình lắp đặt được các vệ tinh bao gồm LUSAT-1 (1990), Víctor-1 (1996), PEHUENSAT-1 (2007).

## Nhân khẩu

### Dân số
Viện Thống kê dân số quốc gia (tiếng Anh: National Institute of Statistics and Census of Argentina-INDEC) cho thấy dân số Argentina đạt 39.538.000 người vào năm 2005, đứng thứ 3 ở Mỹ Latin, thứ 30 trên thế giới. Năm 2010, dân số đạt 40.091.359 người. Mật độ dân số là 14.49 người/km²,so với thế giới là 51 người/km² năm 2010. Dân số phân bố rất không đồng đều, thủ đô Buenos Aires có mật độ 14.000 người/km² trong khi tỉnh Santa Cruz thì thấp hơn 1 người/km². Argentina là nước duy nhất ở Mỹ Latin có tỷ lệ nhập cư cao hơn tỷ lệ xuất cư .
Từ năm 1857 đên năm 1950 Argentina là quốc gia có làn sóng nhập cư lớn thứ hai trên thế giới, với 6,6 triệu người, đứng thứ hai chỉ sau Hoa Kỳ về số lượng người nhập cư (27 triệu) và xếp trên cả Canada, Brazil và Úc . Phần lớn những người nhập cư châu Âu đến từ Ý và Tây Ban Nha .
Từ những năm 1970, nhập cư chủ yếu đến từ Bolivia, Paraguay và Peru, với số lượng nhỏ hơn từ Cộng hòa Dominica, Ecuador và Romania. Chính phủ Argentina ước tính có 750.000 người thiếu tài liệu chính thức và đã đưa ra một chương trình nhằm khuyến khích người nhập cư bất hợp pháp tuyên bố tình trạng của họ để đổi lấy visa cư trú hai năm - cho đến nay hơn 670.000 đơn đã được xử lý theo chương trình.

### Tôn giáo
Tôn giáo tại Argentina (2017)

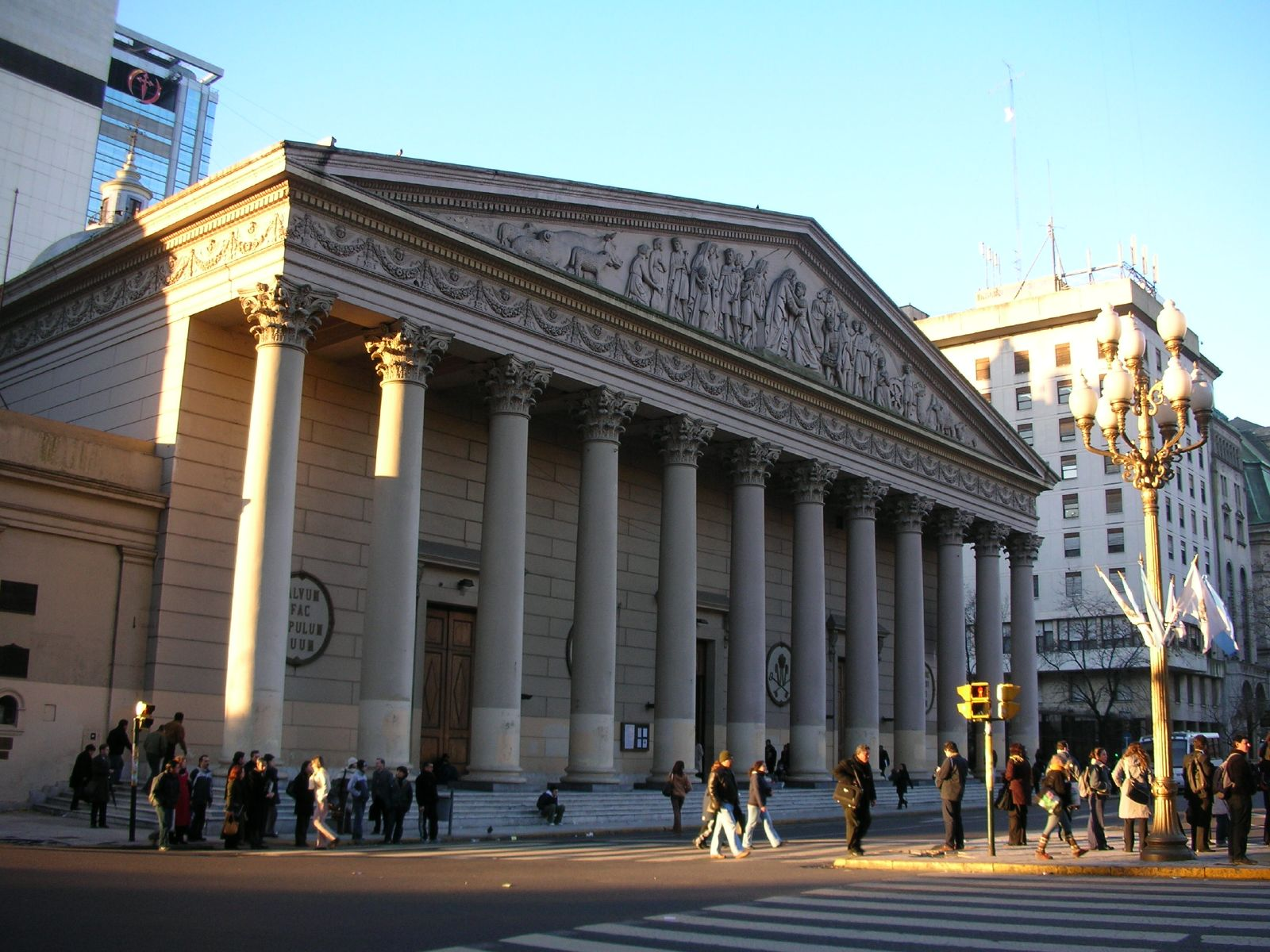
Tòa nhà Metropolitan ở Buenos Aires.

Hiến pháp đảm bảo quyền tự do tôn giáo nhưng cũng yêu cầu chính phủ để hỗ trợ Giáo hội Công giáo Rôma về mặt tài chính. Chính sách ưu đãi Công giáo vẫn có ảnh hưởng trong chính phủ mặc dù đang hình thành một loạt các luật mới để tách Công giáo ra khỏi chính trị quốc gia.
Theo cơ sở dữ liệu của chính phủ Argentina: 92,1% dân số theo Kitô giáo (phần lớn là Công giáo), 3,1% bất khả tri, 1,9% Hồi giáo, 1,3% người Do Thái giáo, 0,9% người vô thần, và 0,9% Phật giáo và những người tôn giáo khác. Kitô hữu Argentina chủ yếu là Công giáo Rôma chiếm từ 70% đến 90% dân số (mặc dù có lẽ chỉ có 20% tham gia các nghi lễ thường xuyên). Argentina cũng là quốc gia có số dân theo đạo Công giáo lớn thứ 4 khu vực Mỹ Latin (sau Brasil, México và Colombia). Vào ngày 13 tháng 3 năm 2013, Hồng y Jorge Mario Bergoglio của Argentina được bầu làm Giáo hoàng của Giáo hội Công giáo Rôma, trở thành Giáo hoàng người Mỹ La tinh đầu tiên trong lịch sử. Ông lấy tên hiệu là Giáo hoàng Phanxicô.
Argentina có cộng đồng dân tộc thiểu số Hồi giáo lớn nhất ở châu Mỹ Latinh. Mặc dù thống kê chính xác về các tôn giáo là không có sẵn (vì điều tra dân số quốc gia không yêu cầu dữ liệu tôn giáo) cho nên số lượng thực tế của cộng đồng Hồi giáo Argentina được ước tính khoảng 1% tổng dân số (400.000 đến 500.000 tín đồ) theo Báo cáo Tự do Tôn giáo Quốc tế năm 2010.

### Ngôn ngữ
Tiếng Tây Ban Nha được nói bởi hầu hết người dân Argentina. Ngoài ra, còn một số ngôn ngữ thứ hai được sử dụng rộng rãi ở Argentina. Tiếng Anh được dạy từ bậc tiểu học, 42,3% người dân Argentina tuyên bố họ nói được Tiếng Anh, 15,4% tuyên bố họ thông hiểu ở mức độ cao. Tiếng Ý được nói bởi khoảng 1,5 triệu người. Tiếng Ả Rập xếp thứ ba, với khoảng 1 triệu người. Tiếng Đức được nói bởi 400.000 người.
Tiếng Do Thái có khoảng 200.000 người sử dụng. Argentina là nước có dân số Do Thái lớn nhất ở châu Mỹ Latin và thứ 7 trên thế giới .

### Giáo dục
Argentina được xếp hạng cao trong bảng xếp hạng toàn cầu về tỉ lệ người dân biết đọc và viết, với tỷ lệ ngang bằng với các nước phát triển. Hệ thống giáo dục Argentina bao gồm bốn cấp bậc:
- Cấp bậc đầu tiên dành cho trẻ em từ 45 ngày đến 5 tuổi, trong đó đối với trẻ em từ 4-5 tuổi là mang tính bắt buộc.
- Cấp bậc tiểu học, mang tính bắt buộc, thường kéo dài 6 hoặc 7 năm. Năm 2010 tỷ lệ biết chữ là 98,07%.[67]
- Cấp độ trung học cơ sở hoặc trung học phổ thông, mang tính bắt buộc, kéo dài 5 hoặc 6 năm.
- Cấp độ cao nhất là giáo dục bậc cao, gồm cao đẳng, đại học và sau đại học. Trong năm 2013 có 47 trường đại học công lập quốc gia trên toàn quốc, cũng như 46 trường đại học tư nhân [68]. Trong năm 2010, 7,1% người trên 20 tuổi đã tốt nghiệp đại học [69]. Các trường đại học công lập của Buenos Aires, Córdoba, La Plata, Rosario và Đại học Công nghệ Quốc gia là những trường quan trọng nhất.

Chính phủ Argentina đảm bảo giáo dục mang tính phổ cập, thế tục và miễn phí cho tất cả các cấp học 

## Văn hóa

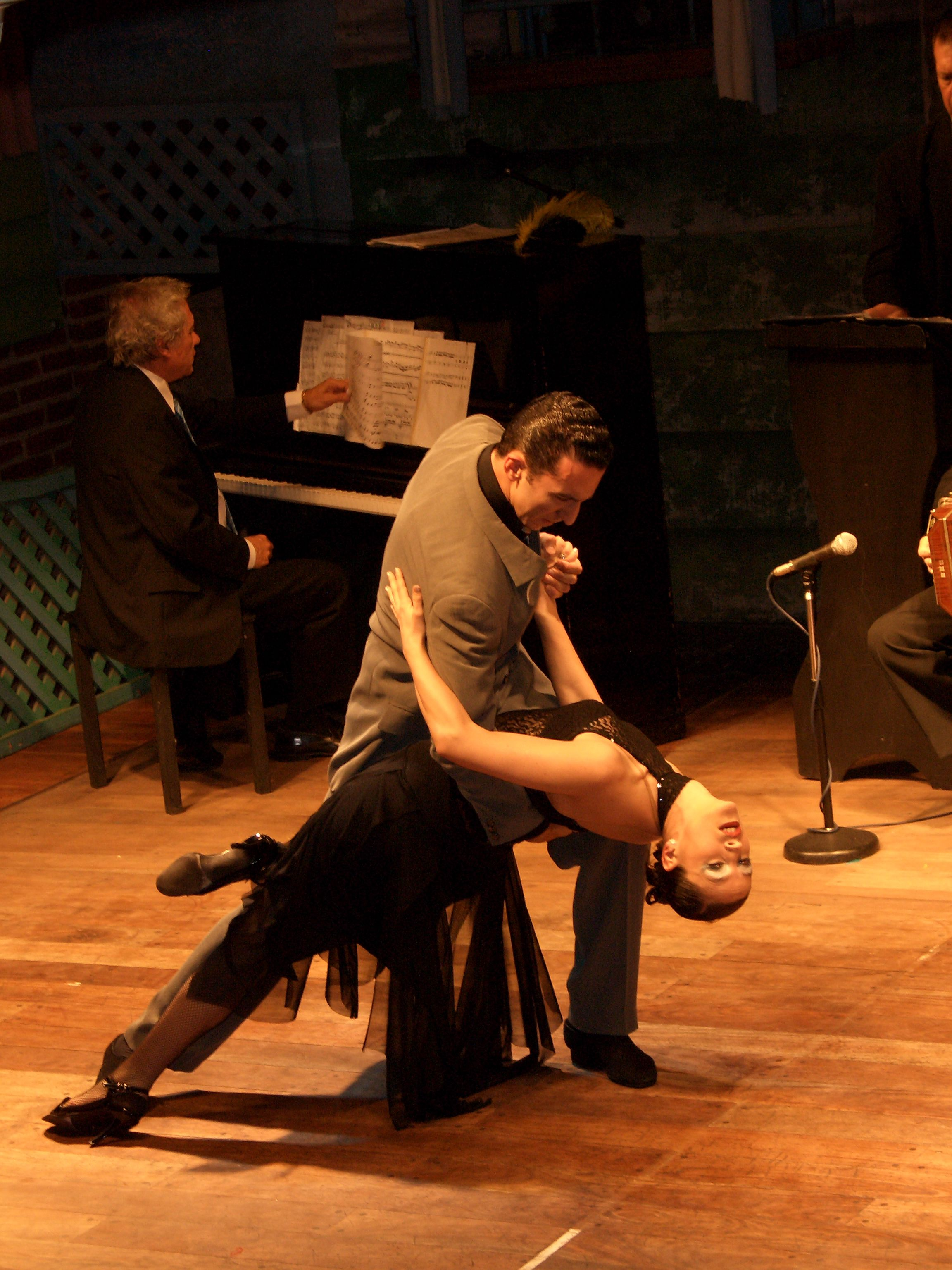
Một cặp đôi Argentina đang nhảy Tango.

Argentina là một quốc gia đa văn hóa chịu ảnh hưởng đáng kể của văn hóa châu Âu. Văn hóa Argentina hiện đại đã bị ảnh hưởng phần lớn bởi người Ý, Tây Ban Nha và những người nhập cư châu Âu khác tới từ Pháp, Anh, và Đức cùng với một số quốc gia khác. Các thành phố của Argentina chủ yếu được đặc trưng bởi sự phổ biến của những người gốc châu Âu, và sự bắt chước có ý thức phong cách của Mỹ và châu Âu trong thời trang, kiến trúc và thiết kế . Một ảnh hưởng lớn khác là văn hóa gauchos và lối sống truyền thống tự cung tự cấp ở vùng nông thôn . Cuối cùng, truyền thống bản địa của người Mỹ đã được hấp thu vào trong môi trường văn hóa nói chung.

### Âm nhạc
Tango, một thể loại âm nhạc sông Plata có ảnh hưởng từ âm nhạc châu Âu và châu Phi , là một trong những biểu tượng văn hóa quốc tế của Argentina . Thời kỳ hoàng kim của Tango là vào khoảng những năm 1930 đến giữa những năm 1950. Sau năm 1955, bậc thầy Astor Piazzolla đã phổ biến Nuevo tango, một phong cách tinh vi hơn và trí tuệ hơn cho thể loại này . Tango được yêu thích và phổ biến trên toàn thế giới hiện nay với các nhóm như Gotan Project, Bajofondo và Tanghetto.

### Thể thao

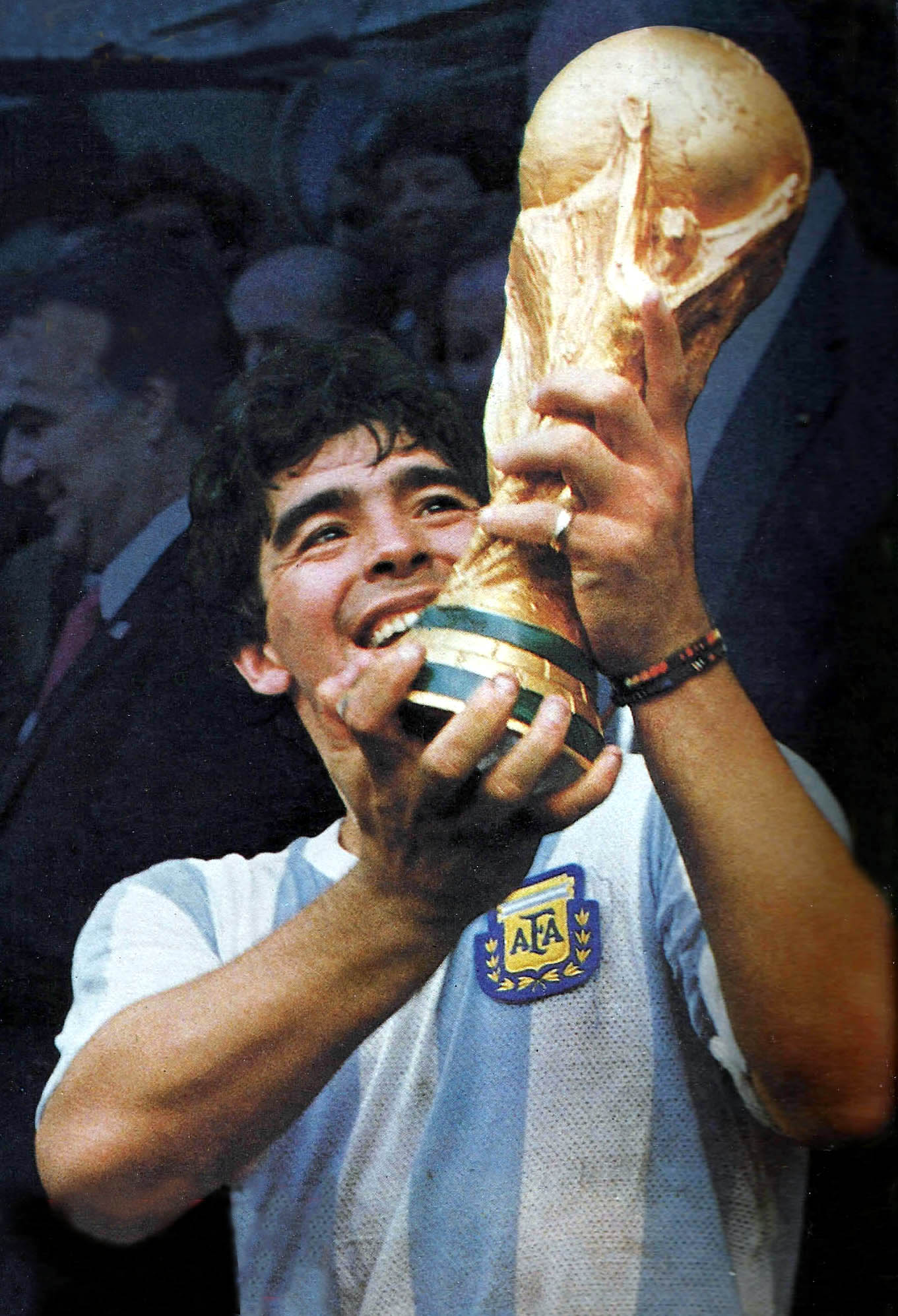
Diego Maradona, một trong những cầu thủ bóng đá người Argentina vĩ đại nhất, đang cầm trên tay chiếc cúp vô địch World Cup 1986.

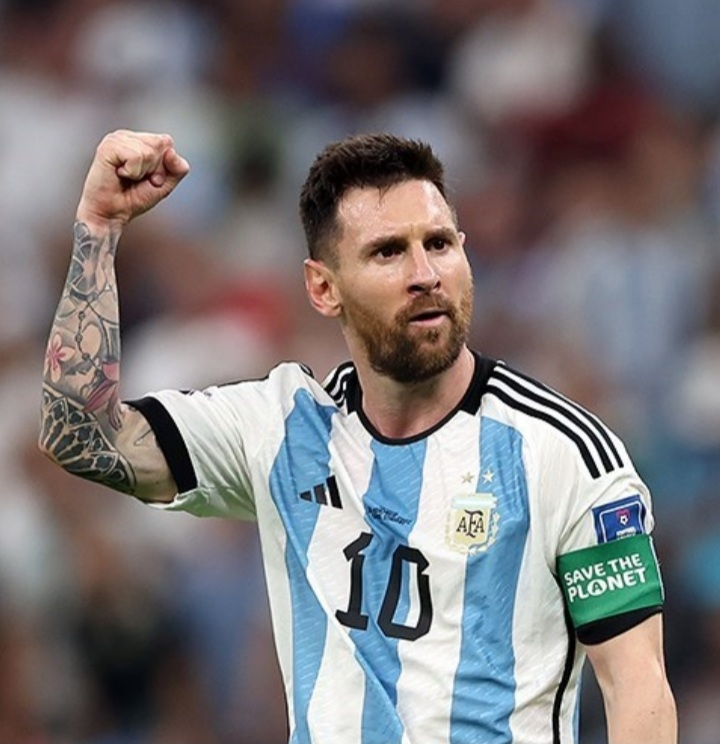
Lionel Messi, đội trưởng hiện tại của Đội tuyển bóng đá quốc gia Argentina, được nhiều người đánh giá là cầu thủ bóng đá xuất sắc nhất mọi thời đại.

Pato là môn thể thao quốc gia, đây là một trò chơi trên lưng ngựa cổ đại tại địa phương có nguồn gốc từ những năm 1600 và tiền thân của môn cưỡi ngựa chơi bóng. Môn thể thao phổ biến nhất tại Argentina là bóng đá. Cùng với Brazil, Pháp và Đức, đội tuyển bóng đá nam của Argentina cũng là đội tuyển quốc gia đã giành chức vô địch ở cả ba giải đấu quốc tế quan trọng nhất: World Cup (3 lần vào năm 1978, 1986 và 2022), Confederations Cup (1992), và huy chương vàng Olympic (2004, 2008). Họ cũng đã 16 lần giành được chức vô địch Copa América, 6 huy chương vàng Pan American và nhiều danh hiệu khác. Lionel Messi, Diego Maradona, Mario Kempes, Angel Di Maria, Juan Roman Riquelme, Fernando Redondo, Gabriel Batistuta, Jorge Burruchaga, Jorge Valdano, Claudio Caniggia, Daniel Passarella, Javier Zanetti,... là những cầu thủ người Argentina nổi tiếng nhất, nằm trong số những cầu thủ bóng đá vĩ đại nhất mọi thời đại. 2 câu lạc bộ bóng đá nổi tiếng nhất tại Argentina là Boca Juniors và River Plate.
Argentina đã sản sinh một số nhà vô địch đáng gờm nhất trong môn quyền anh, bao gồm Carlos Monzón, tay đấm hạng trung xuất sắc nhất trong lịch sử; Pascual Pérez, một trong những võ sĩ hạng ruồi nhiều huy chương nhất của mọi thời đại; Víctor Galíndez, Nicolino Locche.
Tennis là khá phổ biến ở Argentina ở mọi lứa tuổi. Guillermo Vilas là tay vợt Mỹ Latinh vĩ đại nhất trong kỷ nguyên mở. Ngoài ra, Juan Martín del Potro cũng là một tay vợt nổi tiếng, đã từng đánh bại Roger Federer để giành chức vô địch US Open 2009.